# Davos
Die Gemeinde (traditionell: Landschaft) Davos (IPA: [daˈfoːs] anhörenⓘ oder [daˈvoːs] anhörenⓘ, in der walserdeutschen Ortsmundart Tafaas [taˈfaːs], auch Tafaa [taˈfaː], rätoromanisch Tavauⓘ, italienisch Tavate) umfasst beinahe das gesamte Landwassertal im Schweizer Kanton Graubünden und liegt in der Region Prättigau/Davos. Die politische Gemeinde mit zahlreichen Siedlungen bestand bis Ende 2018 aus den sechs Fraktionsgemeinden Davos Dorf, Davos Platz, Davos Frauenkirch, Davos Glaris, Davos Monstein und Davos Wiesen, von denen seither allein noch diejenige von Monstein existiert. Seit Mitte des 19. Jahrhunderts entwickelte sich Davos zu einem international bekannten Luftkurort und trug den Titel Weltkurort Davos. Später folgte eine stärkere Gewichtung des Wintersports. Die Bevölkerung stieg von 1680 Einwohnern im Jahr 1850 auf über 11'000 im Jahr 1930 an.

## Geographie

### Landschaft Davos

Historisches Luftbild (1923) aus 300 m von Walter Mittelholzer.
Blick gegen Südwesten; im Vordergrund Davos Dorf, oberhalb der Bildmitte Davos Platz.

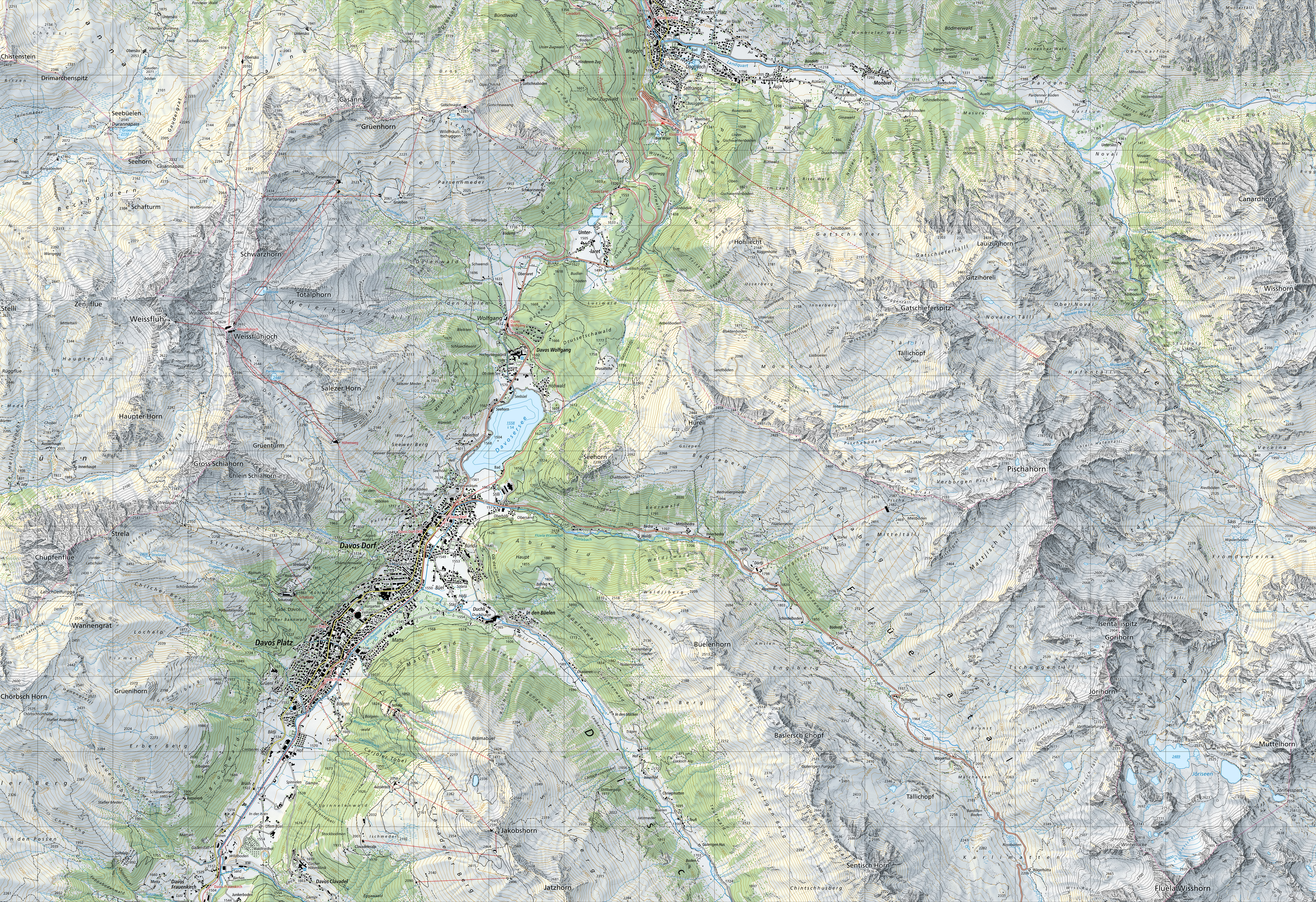
Landeskarte der Schweiz 1:25'000, Blatt 1197 «Davos»

Das Territorium der Landschaft Davos umfasst den grössten Teil des Landwassertals und greift bei Davos Wolfgang (1631 m) noch gut zwei Kilometer über die Wasserscheide ins Prättigau aus. Die durch den Fluss, die Hauptstrasse und die Bahnlinie markierte Achse des Tals verläuft von Nordost nach Südwest. Vom Davosersee fällt sie zunächst sehr sanft ab, nur knapp 60 Meter auf acht Kilometern Länge. In diesem Abschnitt münden von links die beiden Seitentäler Flüela und Dischma, welche den Zugang zu den ins Engadin führenden Übergängen Flüelapass bzw. Scalettapass vermitteln. Ab der Einmündung des dritten, wie die vorgenannten rund 10 km langen Seitentals, des Sertigtals, wird der Talboden schmaler und fällt auf den verbleibenden neun Kilometern bis zur ehemaligen Gemeindegrenze bei der Felsenge Brombänz um knapp 300 Meter. Der tief eingeschnittene unterste Abschnitt des Tals heisst Zügenschlucht. Jenseits der Zügenschlucht befindet sich die Fraktion Wiesen, die seit dem 1. Januar 2009 ebenfalls zu Davos gehört.
Die rechte (nordwestliche) Flanke weist nur einige kurze Seitentäler auf. Hier verläuft die Gemeindegrenze – gleichzeitig Wasserscheide gegen das Plessurgebiet – über die Gipfel von Amselflue (2771 m), Tiejer Flue (2781 m), Mederger Flue (2674 m) und Chüpfenflue (2658 m) zum historisch bedeutsamen Strelapass. Jenseits des Sattels setzt sie sich über das Schiahorn (2709 m) zum Weissfluhjoch (2693 m) fort.
Im Norden verläuft die Gemeindegrenze auf der Casanna und dem Gotschnagrat.
Die linke Talseite wird durch die drei Seitentäler in vorspringende Grate zergliedert. Vom Tal gesehen beherrschen die vorgelagerten Berge Seehorn (2238 m), Büelenhorn (2512 m), Jakobshorn (2590 m) und Rinerhorn (2528 m) das Bild. Die grössten Höhen findet man jedoch entlang der Wasserscheide gegen das Engadin und das obere Albulatal: Flüela Wisshorn (3085 m), Flüela Schwarzhorn (3147 m, höchster Punkt der Gemeinde), Piz Grialetsch (3131 m), Chüealphorn (3078 m) und Hoch Ducan (3063 m).

### Ortsteile

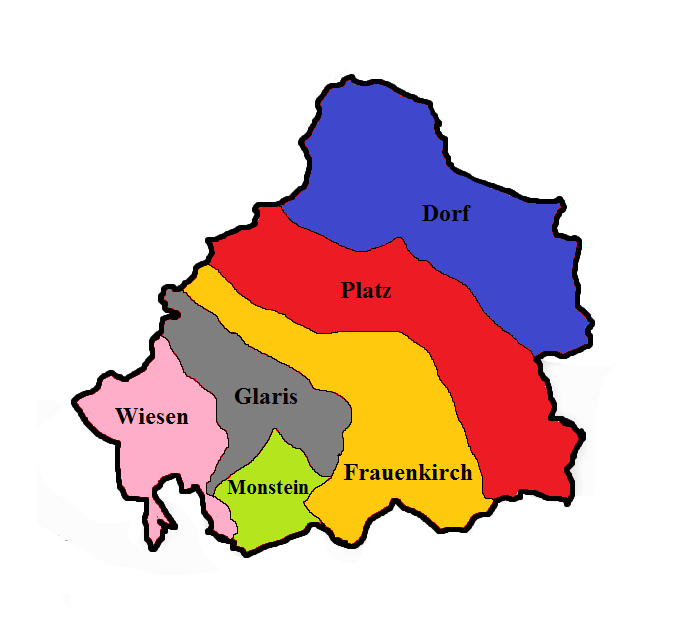
Die ehemaligen Davoser Fraktionsgemeinden

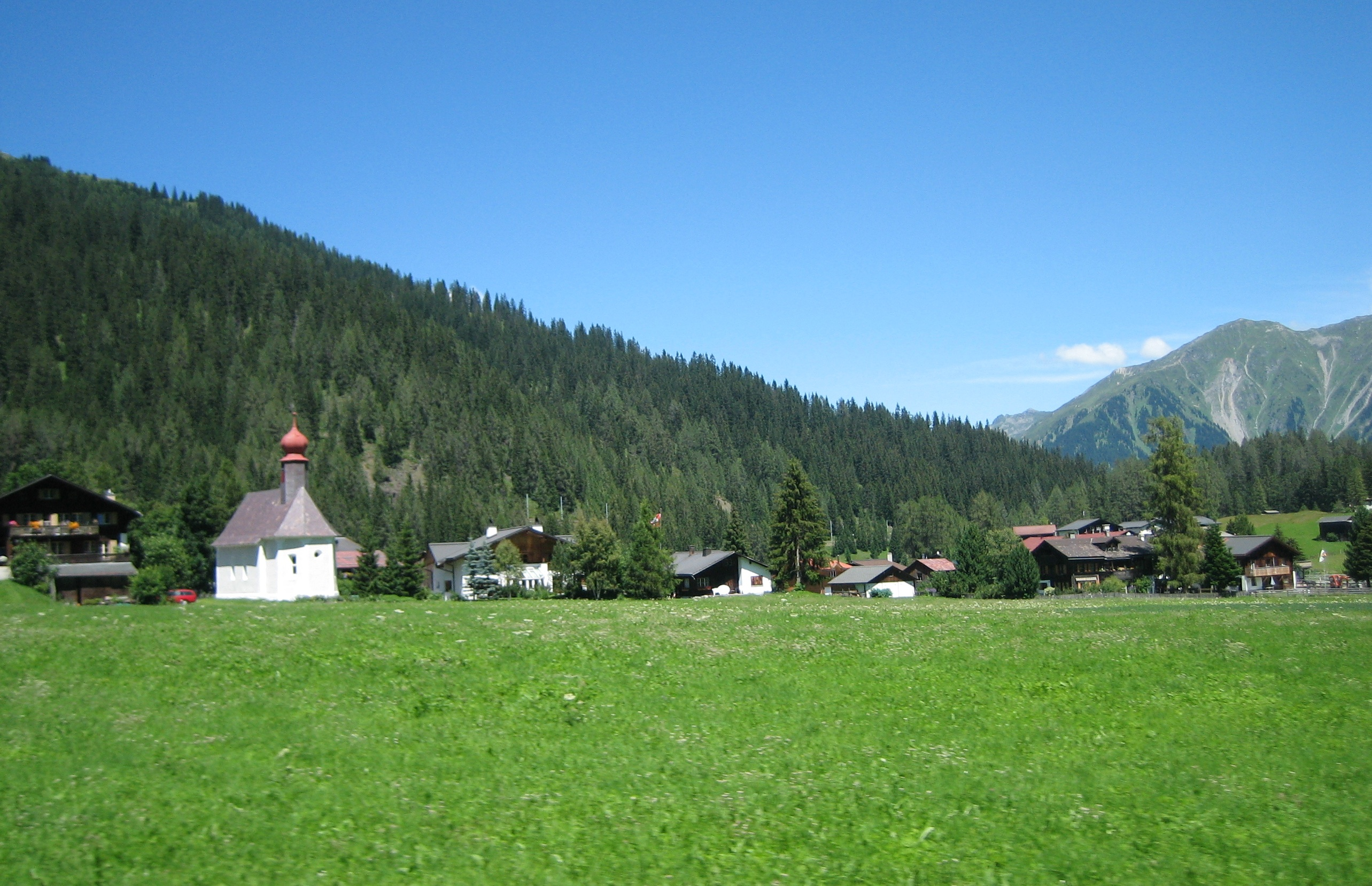
Der Weiler Laret im Norden des Ortsteils Davos Dorf, mit reformierter Kirche

Die sechs Ortsteile – bis Ende 2018 autonome Fraktionsgemeinden – sind in Fliessrichtung des Flusses Landwasser:
- Davos Dorf, einschliesslich des Flüelatals, der Siedlung Wolfgang mit dem Strassenübergang Passhöhe Wolfgang und dem Weiler Laret jenseits des Passes
- Davos Platz, einschliesslich des Dischmatals
- Davos Frauenkirch, einschliesslich des Sertigtals
- Davos Glaris
- Davos Monstein (seit 2019 einzige öffentlich-rechtliche Gebietskörperschaft der Gemeinde)[12]
- Davos Wiesen (seit 2009 zu Davos)

Die Fraktionen Frauenkirch, Glaris und Monstein bilden zusammen den Unterschnitt, die Fraktionen Platz und Dorf den Oberschnitt.
Die beiden grössten Fraktionen Dorf und Platz liegen im fast ebenen oberen Talabschnitt und sind durch die Bautätigkeit des 20. Jahrhunderts zu einem rund vier Kilometer langen Siedlungsband verschmolzen. Über das gesamte Gemeindegebiet verstreut liegt eine Vielzahl von Einzelhöfen und Alpsiedlungen.
Mit 254,39 km2 war Davos bis Anfang 2009 die flächenmässig zweitgrösste Gemeinde der Schweiz. Im Jahr 1997 wurden 37,1 % der Fläche als Wiesen und Weiden landwirtschaftlich genutzt, der Wald nahm 19,7 % ein, die Siedlungen 2,2 %. Als unproduktiv galten 41,0 %.
Mit der Eingemeindung von Wiesen wurde Davos Anfang 2009 knapp vor Bagnes (282,25 km2) zur flächengrössten Gemeinde der Schweiz, verlor diese Führungsposition aber bereits Anfang 2011 wieder an die neu geschaffene Glarner Gemeinde Glarus Süd, die ihrerseits durch die Eingemeindung von fünf Gemeinden in die Bündner Gemeinde Scuol im Jahre 2015 auf den zweiten Platz verschoben wurde.
Nachbargemeinden sind Arosa, Bergün Filisur, Klosters, S-chanf, Schmitten und Zernez.

### Klima
In Davos herrscht gemäss Köppen ein feuchtwinterkaltes Klima mit kühlen Sommern (Dfc). Für die Normalperiode 1991–2020 beträgt die Jahresmitteltemperatur 4,0 °C, wobei im Januar mit −4,7 °C die kältesten und im Juli mit 12,8 °C die wärmsten Monatsmitteltemperaturen gemessen werden. Im Mittel sind hier rund 187 Frosttage und 53 Eistage zu erwarten. Sommertage gibt es im Jahresmittel fünf bis sieben, Hitzetage wurden in der Normperiode 1981–2010 keine verzeichnet. Die MeteoSchweiz-Wetterstation liegt auf einer Höhe von 1594 m ü. M. Der Hitzerekord in Davos wurde am 27. Juni 2019 mit 29,8 °C aufgestellt.
|                        | Jan  | Feb  | Mär  | Apr  | Mai  | Jun  | Jul  | Aug  | Sep  | Okt  | Nov  | Dez  |   |       |
| Mittl. Temperatur (°C) | −4,7 | −4,2 | −0,7 | 3,0  | 7,4  | 11,0 | 12,8 | 12,6 | 8,7  | 5,1  | 0,0  | −3,6 | ⌀ | 4     |
| Mittl. Tagesmax. (°C)  | 0,0  | 1,2  | 4,6  | 8,3  | 12,8 | 16,5 | 18,5 | 18,2 | 14,2 | 10,8 | 4,8  | 0,6  | ⌀ | 9,2   |
| Mittl. Tagesmin. (°C)  | −8,8 | −9,0 | −5,5 | −2,0 | 2,3  | 5,8  | 7,6  | 7,7  | 4,1  | 0,8  | −3,8 | −7,2 | ⌀ | −0,6  |
|                        |      |      |      |      |      |      |      |      |      |      |      |      |   |       |
| Niederschlag (mm)      | 70   | 52   | 57   | 54   | 89   | 129  | 133  | 150  | 96   | 77   | 71   | 68   | Σ | 1046  |
|                        |      |      |      |      |      |      |      |      |      |      |      |      |   |       |
| Sonnenstunden (h/d)    | 3,6  | 4,2  | 5,0  | 5,1  | 5,0  | 5,6  | 6,0  | 5,8  | 5,3  | 4,7  | 3,4  | 3,0  | ⌀ | 4,7   |
|                        |      |      |      |      |      |      |      |      |      |      |      |      |   |       |
| Regentage (d)          | 8,8  | 7,9  | 8,9  | 9,0  | 12,0 | 13,7 | 13,8 | 13,6 | 10,0 | 8,7  | 9,1  | 9,8  | Σ | 125,3 |
|                        |      |      |      |      |      |      |      |      |      |      |      |      |   |       |
| Luftfeuchtigkeit (%)   | 76   | 73   | 71   | 69   | 71   | 73   | 74   | 76   | 77   | 75   | 77   | 78   | ⌀ | 74,2  |

| −8,8 |

| −9,0 |

| −5,5 |

| −2,0 |

| 2,3 |

| 5,8 |

| 7,6 |

| 7,7 |

| 4,1 |

| 0,8 |

| −3,8 |

| −7,2 |

| −8,8 |

| −9,0 |

| −5,5 |

| −2,0 |

| 2,3 |

| 5,8 |

| 7,6 |

| 7,7 |

| 4,1 |

| 0,8 |

| −3,8 |

| −7,2 |

## Wappen
| Wappen von Davos | Blasonierung: «Geviert von Blau und Gold, belegt mit geviertem Kreuz in verwechselten Farben» |
| Wappen von Davos | Überliefertes Wappen des Zehngerichtebundes. Das Wappen war zunächst ein einfaches Kreuz, erstmals belegt 1518. Die Tingierung war manchmal Gold auf Blau, manchmal auch Blau auf Gold. Der «Kompromiss» des gevierten Kreuzes datiert auf 1644. |

## Geschichte

### Bronzezeit, Mittelalter und ältere Neuzeit

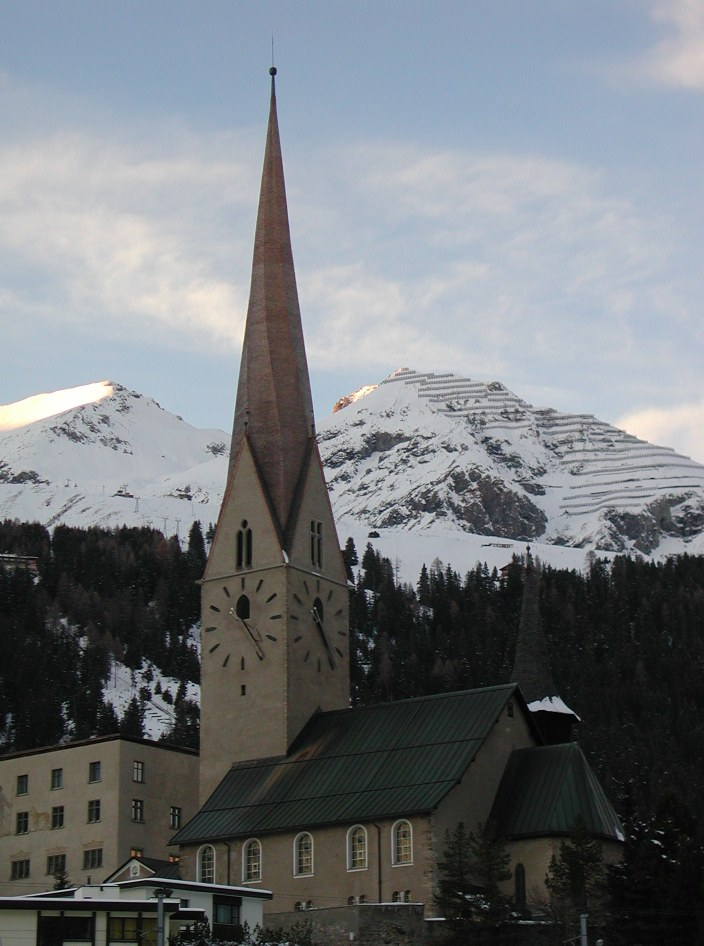
Die Kirche St. Johann in Davos Platz

Obwohl Einzelfunde an mehreren Stellen in der Landschaft Davos darauf hindeuten, dass seit der Bronzezeit Menschen durch das Gebiet zogen, ist das Tal wohl erst seit dem Hochmittelalter besiedelt. Zunächst wanderten aus dem Albulatal und dem Engadin Rätoromanen ein. Einzelne Orts- und Flurnamen weisen noch heute auf diese romanische Schicht hin. Der Name Davos selbst findet sich erstmals 1213 als Tavaus belegt. Der Romanist Andrea Schorta erklärte ihn ursprünglich als Ableitung von spätlateinisch *tovu ‚Tobel‘ < tubus ‚Röhre‘; damit würde *ad tovātos ‚bei von Tobelschutt bedeckten Stellen‘ oder *ad tovānes ‚bei den Tobelleuten‘ bedeuten. Später fand er diese Herleitung «nicht recht befriedigend» und führte den Namen neu auf lateinisch *octāvātum ‚Achtel‘, eine mutmassliche Wirtschafts- oder Verwaltungseinheit, zurück; er wäre damit vergleichbar mit Dischma, das auf lateinisch *decimātum ‚Zehnt(el)‘ zurückgeht.
Um 1280 siedelten die Freiherren von Vaz Walser Kolonisten an und gewährten ihnen im Lehensbrief von 1289 umfassende Selbstverwaltungsrechte. Davos entwickelte sich zur grössten Bündner Walsersiedlung und begründete 1436 den Zehngerichtebund, als dessen Hauptort die Gemeinde massgeblichen Einfluss auf die Politik der Drei Bünde ausübte. 1526 schloss sich der Ort der Reformation an. Bis 1851 mit der neuen Kantonsverfassung die heutigen politischen Gemeinden geschaffen wurden, gehörte auch Arosa als Nachbarschaft zu Davos.
Bis zur zweiten Hälfte des 19. Jahrhunderts bildete die Viehzucht den Haupterwerbszweig. Am linken Hang der Zügenschlucht – Silberberg genannt – wurden vom 15. bis 19. Jahrhundert Blei- und Zinkerze abgebaut.

### Kurort

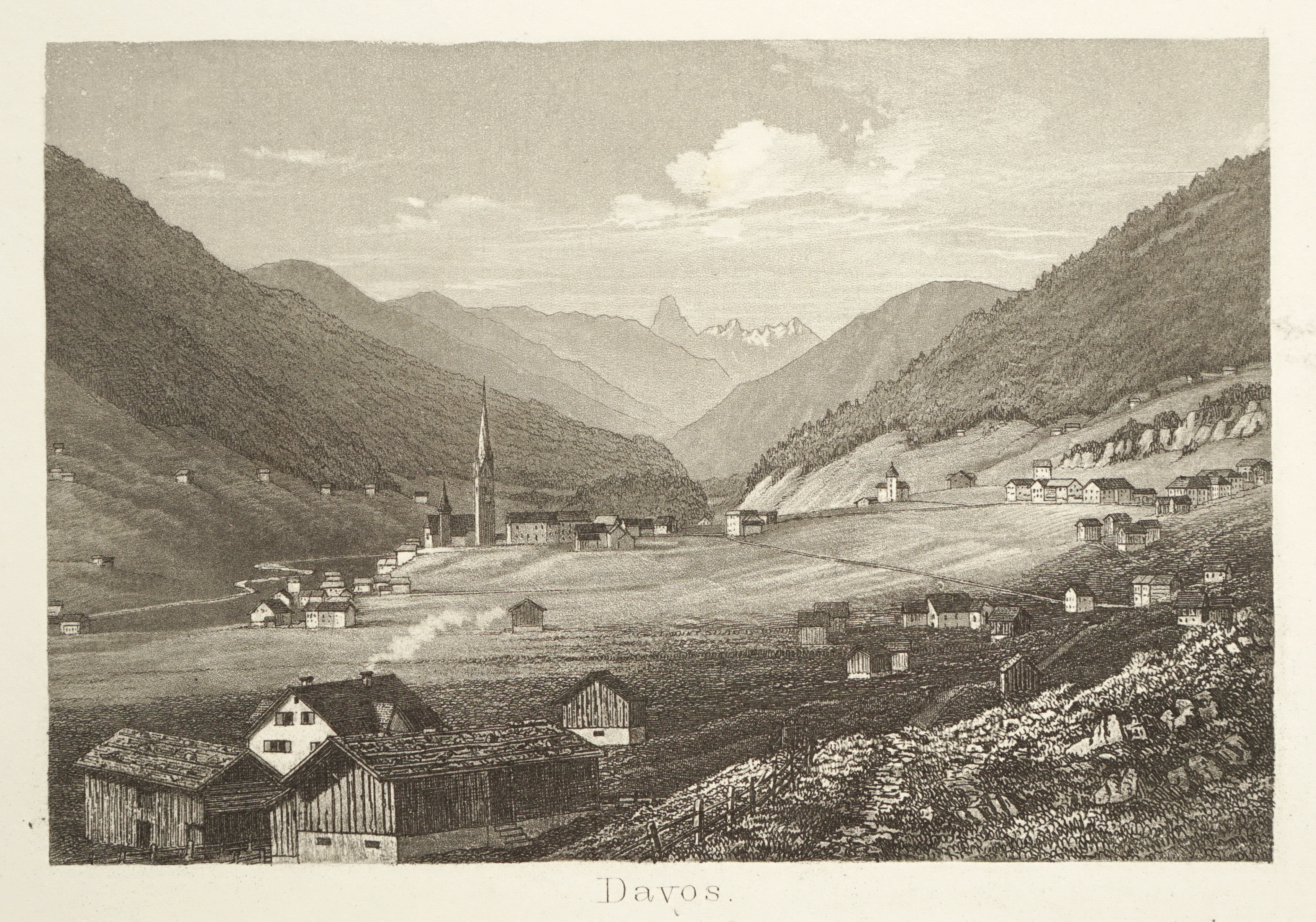
Davos Platz mit der Kirche St. Johann von Nordosten, um 1865/1870. Radierung von Heinrich Müller

Ab 1853 beschrieben Alexander Spengler und später Willem Jan Holsboer das Davoser Höhenklima als wohltuend und gesundheitsfördernd und hielten fest, dass die Höhenluft besonders für Lungenkranke (insbesondere bei Tuberkulose) heilsam sei. Trotz jahrzehntelanger Forschung wurde dafür nie ein Nachweis gefunden. Hingegen stellte sich heraus, dass in dieser Höhe keine Hausstaubmilben leben und die Höhenluft schadstoffarm ist, was hilfreich bei Asthma ist. Davon wussten die Menschen allerdings noch nichts, sondern vertrauten den Empfehlungen der Ärzte. Zuvor hatte 1855 Hermann Brehmer im schlesischen Görbersdorf, dem zeitgenössischen Vorbild aller Luftkurorte (später «schlesisches Davos» genannt), die Epoche der Lungensanatorien initiiert.
Die beiden ersten Winterkurgäste waren im Februar 1865 der tuberkulosekranke Buchhändler Hugo Richter (1841–1921) aus Königsberg und der ebenfalls erkrankte Arzt Friedrich Unger. Die Nachricht ihrer raschen Heilung und weitere solche Heilungsgeschichten machten Davos als Luftkurort weltbekannt. Richter blieb in Davos. 1881 gründete er die Davoser Zeitung. Das liberale Blatt setzte sich vehement für die touristische Entwicklung der Region ein. Ebenfalls in seinem Verlag erschienen die Davoser Blätter, eine unterhaltende Zeitschrift für die Kurgäste. Die Davoser Blätter veröffentlichten regelmässig Gästelisten, die viel beachtet wurden und für Gesprächsstoff sorgten, zumal sich unter den Namen häufig Personen aus dem europäischen Adel befanden. Um 1870 hatte Davos Beherbergungskapazitäten für rund 200 Lungenkranke. Bereits zehn Jahre später konnten 1474 Betten für Fremde angeboten werden. Ab 1874 warb Davos mit dem Slogan Davos, das neue Mekka der Schwindsüchtigen. Seit 1870 war eine erste Dampfzentralheizung in Betrieb; den Gästen sollte jeder Komfort geboten werden. Entscheidend geprägt wurde Davos in dieser Zeit durch den Baumeister und Landammann Gaudenz Issler (1853–1942).

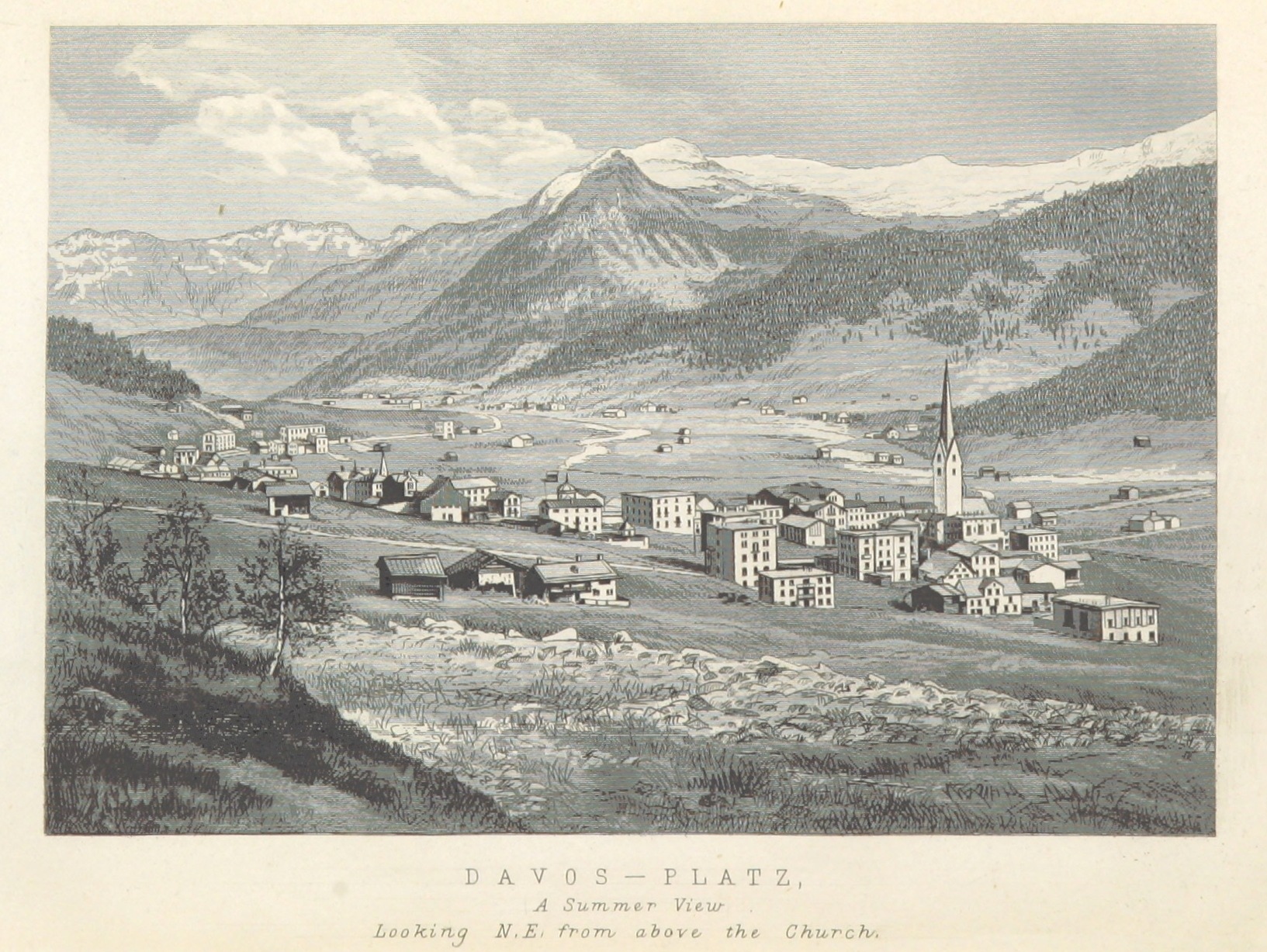
Davos Platz von Südwesten, mit den ersten Hotels und Sanatorien, um 1880 (aus einem in London publizierten Reiseführer)

Seit 1872 verfügte Davos über eine eigene Musikkapelle. 1875 eröffnete das Hotel Belvédère. Ab 1879 besass der Ort ein Theater mit eigener Compagnie, das ab 1911 auch Gastspiele zeigte. Ab 1883 gab es eine anglikanische Kirche. 1885 gab es bereits 60 Einkaufsgeschäfte, die sich meist an die vermögende Zielkundschaft des Kurorts richteten. 1886 folgte die Eröffnung der English Library mit bald 6000 Bänden. Mit dem Bau der Eisenbahnlinie von Landquart nach Davos und deren Eröffnung 1890 wurde die Entwicklung des Ortes noch beschleunigt: die Strassen wurden gepflastert und beleuchtet, eine Kanalisation angelegt und Hotels, Pensionen, Sanatorien und Villen wurden in grosser Zahl errichtet. 1902 wurde ein ständiges Orchester mit 24 Musikern im Sommer und 41 im Winter ins Leben gerufen. Sie führten ein tägliches Konzert und ein wöchentliches Symphoniekonzert auf. Einige Hotels beschäftigten zudem eigene Musikensembles. 1912 eröffnete das erste Kino. Ergänzt wurde das Unterhaltungsangebot durch Tanzveranstaltungen und Bibliotheken oder Sprachkurse und Vorträge. Damit wurde Davos als Luftkurort weltbekannt. Um 1900 betrieben fünf Staaten Konsulate in Davos. Deutsche, Russen, Niederländer und Briten bildeten sogenannte Kolonien. Russen stellten 1912 mit 3422 Besuchern 11 % der Kur- und Vergnügungsgäste.

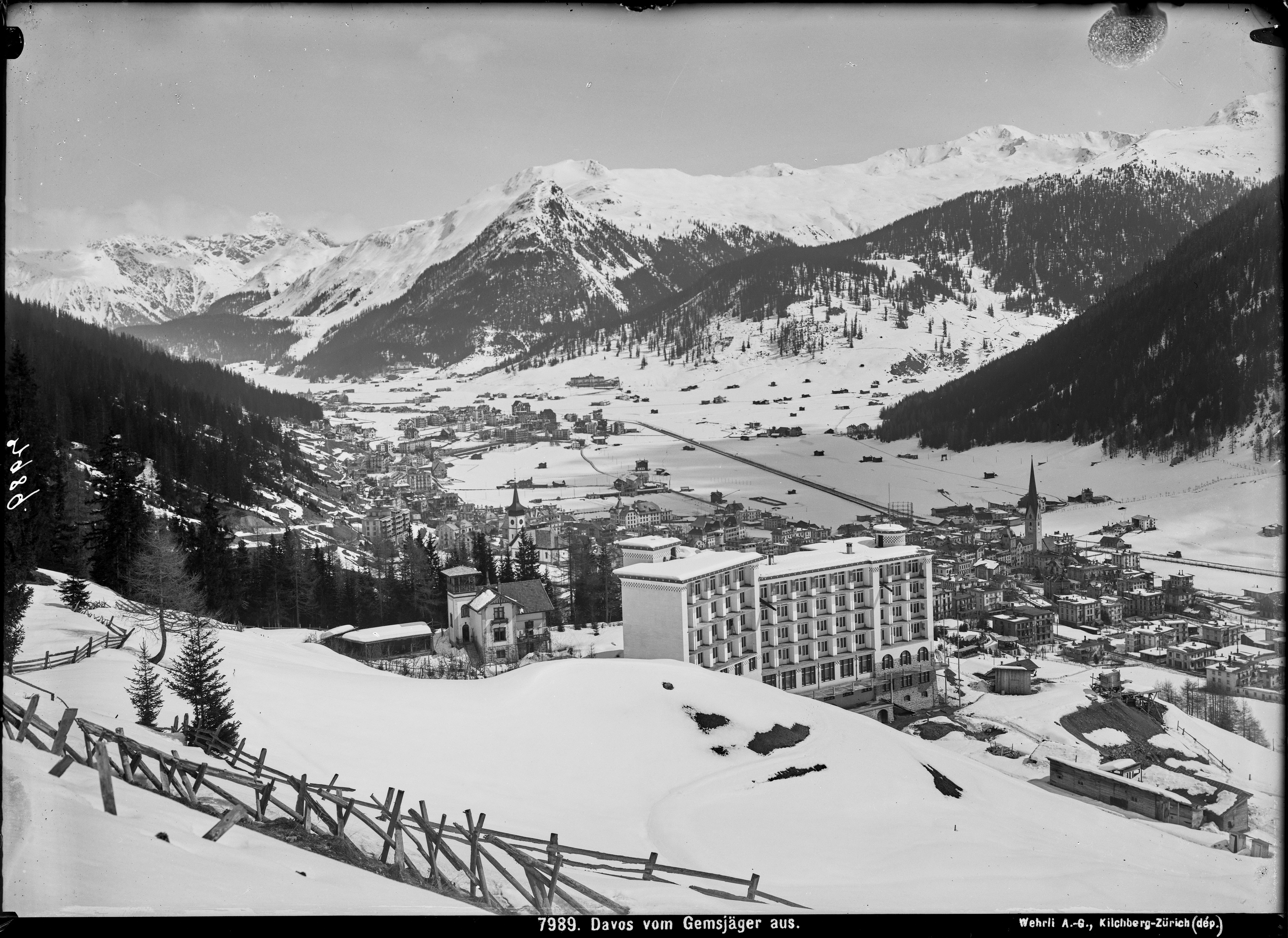
«Queen-Alexandra-Sanatorium» oberhalb von Davos Platz, um 1908 (ab 1922 «Thurgauisch-Schaffhausische Heilstätte»)

Basler Sanatorium (Luftaufnahme von Werner Friedli, 1949)

1889 eröffnete der badische Arzt Karl Turban die erste geschlossene Heilanstalt im Ort, das Sanatorium im Park (Sanatorium Turban, Vorgänger vom Parksanatorium Davos), da er den hedonistischen Vergnügungsbetrieb der anderen Anstalten ablehnte und als schädlich für die Gesundheit der Kurgäste ansah. Auch er setzte auf die bewährte Methode der Freiluft-Liegekur, bei der die Patienten fünf bis sieben Stunden täglich auf Balkonen oder in unbeheizten offenen Hallen lagen. Der Innenausbau der Anstalt war schlicht und funktionalistisch, um eine strenge Hygiene durchzusetzen. In der Folge begannen viele Kantone und Länder in Davos ihre eigenen Sanatorien zu bauen, so 1885 das britische Sanatorium Dr. Hudson. 1900 folgte die Eröffnung des Sanatoriums Schatzalp, einem Luxusbetrieb für Privatpatienten in einem Jugendstilbau, der unter der Leitung von Lucius Spengler stand. Weitere sogenannte geschlossene Anstalten und offene Krankenpensionen folgten. Die Zahl der Sanatorien stieg damit auf 18.
Aufgenommen wurden aber meist nur Personen in den Frühstadien der Tuberkulose. Ein Aufenthalt dauerte mindestens drei Monate, mit offenem Ausgang, weshalb die SBB Fahrkarten mit dem Aufdruck Gültig bis zur Heilung verkaufte. Der Ausbruch des Ersten Weltkriegs brachte die Abreise fast aller Nordamerikaner und Briten. Russen waren durch die Revolutionen in ihrer Heimat von ihren Geldzuflüssen abgeschnitten worden. Die Sanatorien dienten danach meist der Unterbringung deutscher Internierter und Kriegsverletzter. Von den 1920er Jahren an entschied sich die Davoser Hotel- und Sanatorien-Branche für eine Abwendung vom Kurgeschäft und eine Hinwendung zum Wintersport. Die Weltwirtschaftskrise von 1929 brachte einen weiteren Einbruch des Kurgeschäfts, und die Entdeckung des Wirkstoffs Streptomycin machte die Luftkuranstalten Ende der 1940er Jahre überflüssig. Danach wurden die meisten Einrichtungen für Kranke umgenutzt oder abgerissen.
Die bekanntesten noch heute existierenden Anstalten sind die Deutsche Hochgebirgsklinik Davos in Davos Wolfgang, zusammen mit der Klinik Nederlands Astmacentrum Davos, und die Zürcher Höhenklinik Davos Clavadel. Andere wurden aufgehoben, so 2004 die Alexanderhausklinik, im Frühling 2005 die Thurgauer/Schaffhauser Höhenklinik Davos und das Basler Sanatorium.

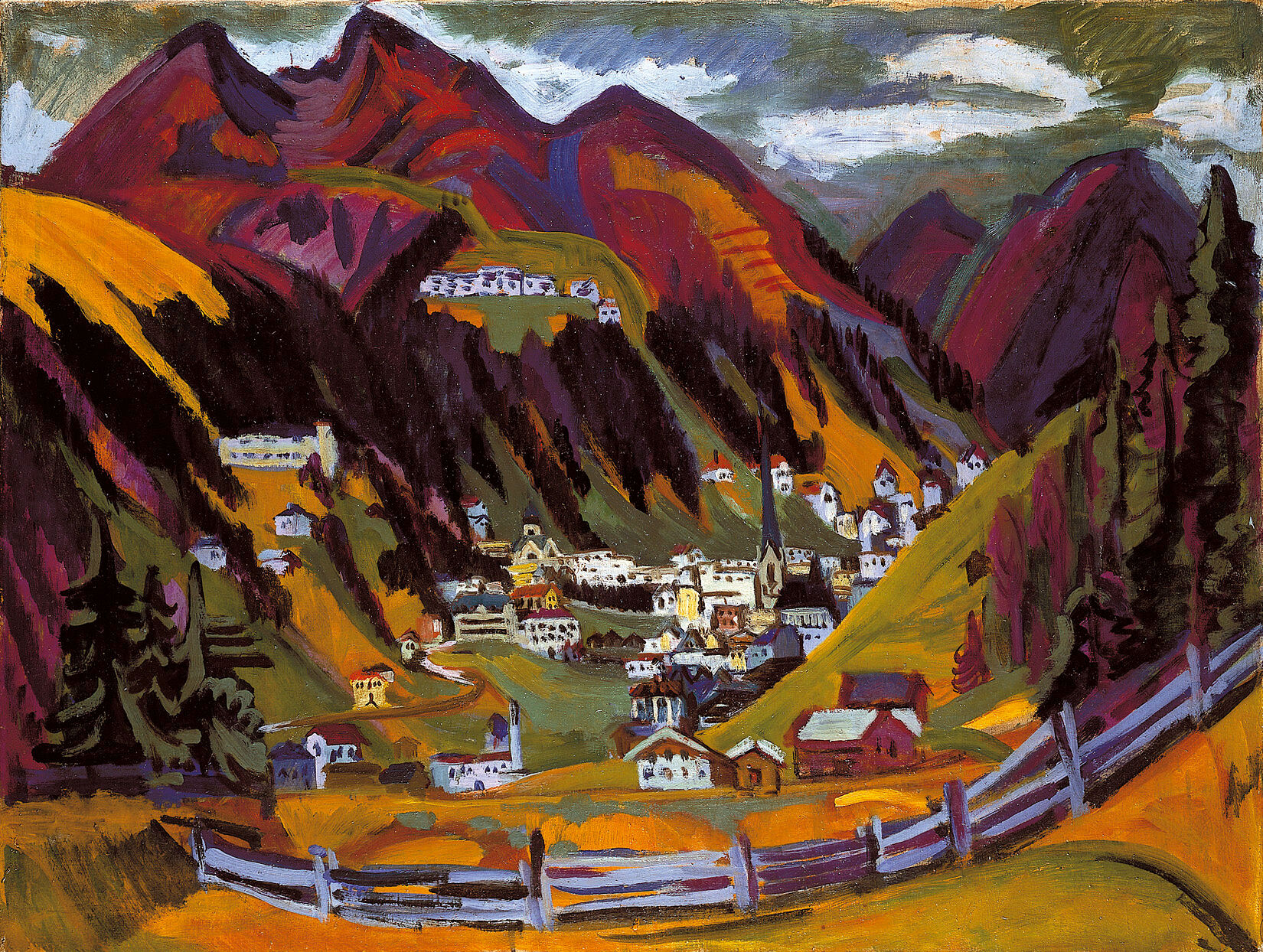
Ernst Ludwig Kirchner: Blick auf Davos, um 1924. Von den Nationalsozialisten wurde Kirchners Kunst als «entartet» gebrandmarkt.

Thomas Manns Roman Der Zauberberg (1924) spielt in Davos. Er beruht auf einem Aufenthalt seiner Frau Katia in einer Lungenklinik vor dem Ersten Weltkrieg. In der heutigen Tourismuswerbung wird der Zauberberg mit dem Hotel Schatzalp identifiziert, obwohl das beispielgebende Sanatorium das Waldsanatorium war (heute das Waldhotel Davos, ehemals Waldhotel Bellevue). Allerdings waren die Hoteliers mit dem Roman zunächst sehr unglücklich, weshalb sie bei Erich Kästner den Roman Der Zauberlehrling in Auftrag gaben. Schriftsteller, die im Gegensatz zu Kästner aus Krankheitsgründen nach Davos kamen, waren für drei Monate im Jahr 1871 Conrad Ferdinand Meyer, später René Crevel, Paul Éluard, Christian Morgenstern, der Expressionist Klabund und ab 1877 für 16 Jahre John Addington Symonds. Die spätere Schriftstellerin Cilette Ofaire aus Neuenburg kurierte in einem Davoser Sanatorium einen jugendlichen Weltschmerz, bevor sich die Bürgertochter Kunst und Reisen zuwandte. Unter den Gästen gab es immer wieder politische Reibereien: Die russische Schriftstellerin Lidija Pisarschewskaja veröffentlichte 1914 den bitterbösen Roman Das Sanatorium des Todes und der Liebe (Sanatorium smerti i ljubwi) über Davos und die im Ort residierenden Reichsdeutschen, deren Militarismus und anmassendes Auftreten sie kritisierte. Auch Robert Luis Stevenson, 1880 und erneut 1881/1882 Patient in Davos, hegte einen tiefen Groll gegen den Kurort. Begeistert zeigte sich hingegen der Kriminalautor und Sportsmann Arthur Conan Doyle.
Das politische Weltgeschehen liess sich auch am Vorabend des Zweiten Weltkriegs nicht von Davos fernhalten. Ab 1933 entwickelte sich Davos zur Hochburg der Nationalsozialisten in der Schweiz. Viele an Lungentuberkulose erkrankte Deutsche kamen zur Kur nach Davos. Mehrere Sanatorien, darunter die «Deutsche Heilstätte Wolfgang», das «Deutsche Kriegerkurhaus» und das Sanatorium «Bernina», wurden nach 1933 von Nationalsozialisten geführt. Der NSDAP-Mann Wilhelm Gustloff wurde im Februar 1936 in Davos vom Attentäter David Frankfurter erschossen. Die Mehrheit der Dorfbewohner lehnten die NS-Ideologie ab. Es gab aber auch nazifreundliche Davoser und solche, die aus opportunistischen Gründen nicht auf die Einnahmen durch die deutsche Klientel verzichten wollten. Nach dem Ende des Zweiten Weltkriegs mussten 31 Nationalsozialisten Davos verlassen. Gemessen an der Grösse der Bevölkerung gab es während des Zweiten Weltkriegs nirgends in der Schweiz mehr Mitglieder der NSDAP als in Davos. Auf Initiative des jungen, sozialdemokratischen Landammanns von Davos, Philipp Wilhelm, wurde 2022 die wissenschaftliche Aufarbeitung der braunen Vergangenheit von Davos in Auftrag gegeben.

### Wintersportort

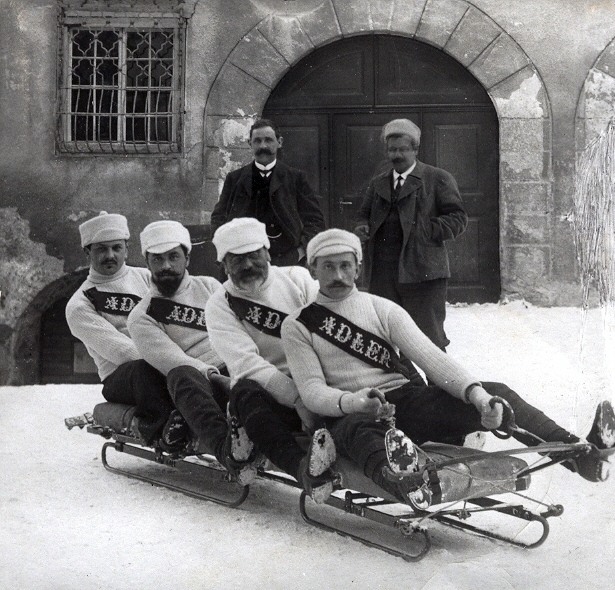
Historische Aufnahme eines Bobteams von ca. 1910, aufgenommen in Bergün

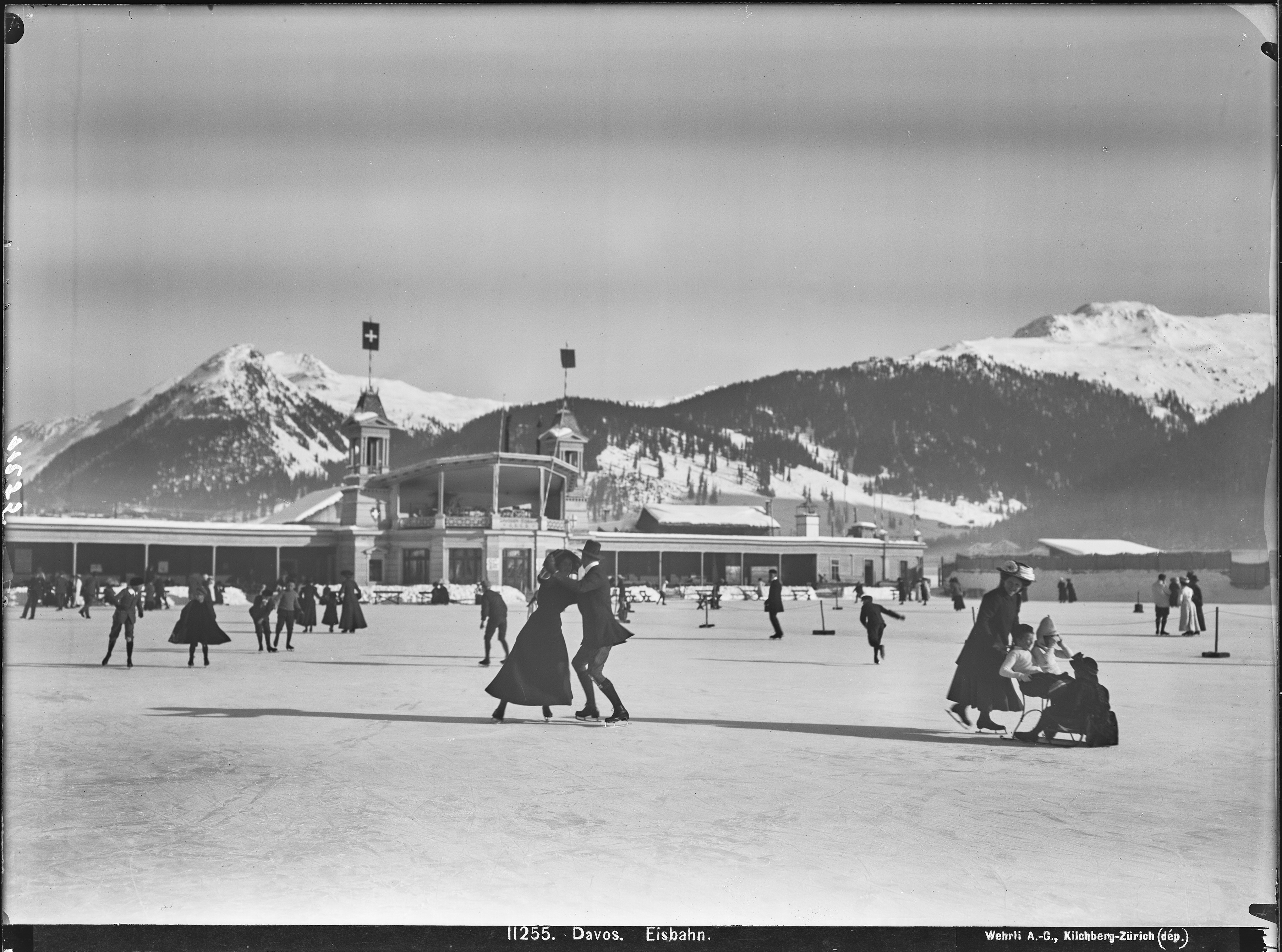
Das alte Eisstadion, fotografiert von Artur Wehrli 1909

Das erste Schlittelrennen wurde 1883 in Davos ausgetragen. Von der Schatzalp aus wurden neben Schlittelrennen auf einer separaten Bahn auch Bobrennen durchgeführt. Der Schriftsteller Arthur Conan Doyle, der als Begleiter seiner lungenkranken Frau nach Davos kam, beschrieb in einem launigen Essay 1889 das Skilaufen in Davos und löste damit die bis heute andauernde Beliebtheit des Ortes speziell bei den Briten aus. Zu dieser Zeit entstand auch der Davoser Schlitten. 1906 fanden in Davos die ersten Weltmeisterschaften im Eislaufen der Frauen statt. Deutsche fühlten sich durch die neu in Mode gekommene Reformbewegung zum Sport verpflichtet. Im Dezember 1934 wurde in Davos am Bolgen der weltweit erste Bügelskilift von der Davoser Skischule in Betrieb genommen. Der knapp 300 Meter lange Lift wurde im Januar 1935 in einem Kurzfilm dokumentiert. Von 2003 bis 2005 fand dort jährlich La Nuit blanche statt.
Eine Eigenart von Davos waren die bis vor wenigen Jahren getrennt wirtschaftenden Seilbahngesellschaften, die mehrere getrennte Skigebiete im Raum Davos/Klosters erschlossen: Schatzalp/Strela, Brämabüel/Jakobshorn, Parsenn, Pischa, Rinerhorn und Madrisa (bei Klosters). Im Jahr 2002 wurde der Liftbetrieb auf der Schatzalp eingestellt. In der Wintersaison 2009/10 wurde das Skigebiet Schatzalp/Strela in reduziertem Umfang wiedereröffnet.
Im Zentrum von Davos befindet sich bis heute die grösste Natureisbahn Europas. Auf dieser wurde erstmals seit 1914 am 6. Januar 2014 wieder ein Bandy-turnier in der Schweiz ausgetragen. Die Bandy-Europameisterschaft 2016 der Männer war die 2. Austragung dieses Turniers. Gleich nebenan ist das Eisstadion namens Zondacrypto Arena, die Heimstätte des 1921 gegründeten HC Davos. Dieser hat als «Rekordmeister» bislang 31 Schweizer-Meister-Titel gewonnen. Das Stadion fasst 7080 Plätze. Der letzte Erfolg gelang den Davosern im Jahre 2015, als sie in der Finalserie die ZSC Lions mit 4:1 bezwangen.
Seit 1923 empfängt der HC Davos jedes Jahr zwischen Weihnachten und Neujahr fünf – bis und mit 2009 vier – Clubmannschaften zum internationalen Eishockeyturnier um den Spengler Cup. Rekordsieger ist das Team Kanada mit 16 Siegen. Der letzte Sieg des Hockey Club Davos datiert im Jahr 2023, mit 5:3 errungen gegen den tschechischen Verein HC Dynamo Pardubice.
Seit 1972 werden jährlich die Davos Nordic ausgetragen. Diese Rennen gelten seit 1980 offiziell zur Serie des FIS-Langlauf-Weltcup. Sportler wie Thomas Wassberg und Bjørn Dæhlie haben Siege in Davos gefeiert. Von den grossen Erfolgen von Dario Cologna kann auch Davos Nordic profitieren – die Veranstaltung hat seit 2007 einen beträchtlichen Entwicklungsschub erlebt und die Zuschauerzahlen vervielfacht.
Im Sommer kann im Freibad am Davosersee Wassersport wie beispielsweise Windsurfen und Beachvolleyball betrieben werden.

## Bevölkerung

### Bevölkerungsentwicklung
Davos hat 11.515 Einwohner und einen Ausländeranteil von 28,0 % (Stand 31. Dezember 2022). Die Bevölkerung verteilt sich wie folgt auf die verschiedenen Ortsteile:
| Fraktion         | Einwohner (2022) | Fläche in km² | Einw. pro km² |
| ---------------- | ---------------- | ------------- | ------------- |
| Dorf             | 03.374           | 063,88        | 53            |
| Platz            | 06.729           | 077,25        | 87            |
| Frauenkirch      | 0.0451           | 057,52        | 08            |
| Glaris           | 0.0404           | 030,21        | 13            |
| Monstein         | 0.0175           | 025,53        | 07            |
| Wiesen           | 0.0381           | 029,58        | 13            |
| Landschaft Davos | 11.515           | 283,88        | 41            |

Da Davos von deutschsprachigen Walsern besiedelt wurde, ist einzige Amtssprache Deutsch.

### Religion
Davos nahm 1526 die Reformation an. Gegenwärtig existieren auf dem Gemeindegebiet drei Kirchgemeinden der Evangelisch-reformierten Landeskirche Graubünden (Davos Dorf, Davos Platz und Davos Altein) und eine Kirchgemeinde des Bistums Chur beziehungsweise der Katholischen Landeskirche Graubünden. 2017 gehörte mit über 70 % die Mehrheit der Davoser einer Landeskirche an: 36,2 % waren evangelisch-reformiert und 35,1 % römisch-katholisch.
Seit der Volkszählung im Jahr 2000 wurde die religiöse Zusammensetzung der Einwohner, die keiner Landeskirche angehören, nicht mehr erfasst. Damals gehörten 5,1 % einer anderen christlichen Kirche an (3,8 % christlich-orthodox, 1,3 % weitere christliche Gemeinschaften), 0,7 % waren muslimischen Glaubens, 0,1 % jüdischer Religion, und 0,5 % waren Mitglieder einer anderen Religionsgemeinschaft. Der Anteil der Konfessionslosen betrug 7,3 %, zudem machten 3,9 % der Bevölkerung keine Angaben zu ihrer Religion.

## Politik
- SP: 4
- GLP: 1
- Mitte: 2
- FDP: 5
- SVP: 5

### Legislative
Die Legislative in der Landschaft Davos ist der Grosse Landrat. Er besteht aus 17 Mitgliedern und wird alle vier Jahre durch das Volk im Majorzverfahren neu gewählt. Der Präsident oder die Präsidentin wechselt jährlich.
Die Parteien haben in der Legislatur 2025–2028 folgende Sitzstärken: FDP 5 Sitze; SVP 5 Sitze; SP 4 Sitze; Die Mitte 2 Sitze; GLP 1 Sitz.

### Exekutive
Die Exekutive in der Landschaft Davos ist der Kleine Landrat. Er besteht aus fünf Mitgliedern und wird alle vier Jahre durch das Volk neu gewählt. Sein Sitz ist das 1564 erbaute Rathaus.
Mitglieder für die Amtszeit 2025–2028 sind:
- Philipp Wilhelm (Landammann), SP
- Valérie Favre Accola (Statthalterin; Departement für Hochbau, Umweltschutz und Energie), SVP
- Walter von Ballmoos (Departement für Bildung und Soziales), GLP
- Jürg Zürcher (Departement für Gesellschaft, Gesundheit und Sicherheit), FDP
- Claudia Bieler (Departement für Tiefbau und öffentliche Betriebe), SP

### Nationale Wahlen
Bei den Nationalratswahlen 2023 betrugen die Wähleranteile in Davos: SVP 29,1 % (−2,7 %), SP 17,0 % (−5,1 %), Mitte 16,4 % (+0,8 %), FDP 15,6 % (−0,8 %), glp 12,0 % (+2,5 %), Grüne 4,4 % (−0,1 %), EVP 3,7 % (+3,7 %), EDU 1,4 % (+1,4 %).

## Städtepartnerschaften
- Aspen im Bundesstaat Colorado, Vereinigte Staaten
- Chamonix in der Region Auvergne-Rhône-Alpes, Frankreich
- Ueda in der Präfektur Nagano, Japan (ursprünglich heutiger Teilort Sanada)

Die Gemeinde beschloss im Februar 2010 ein einschneidendes Sparprogramm («Programm zur nachhaltigen Verbesserung der Gemeindefinanzen»). Mit diesem Programm wurden auch die Städtepartnerschaften aufgehoben, weil sie keinen finanziellen Ertrag einbringen.

## Infrastruktur

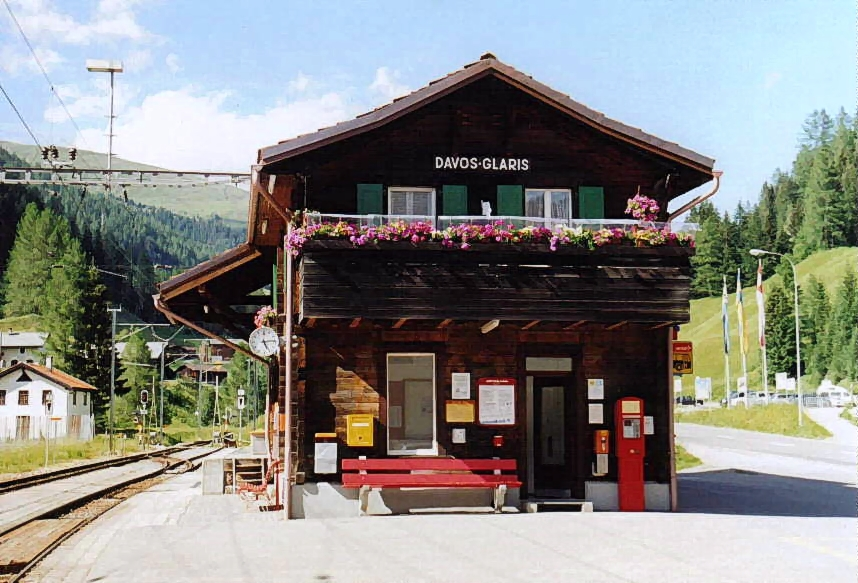
Typischer Kleinbahnhof der Rhätischen Bahn in Davos Glaris

### Verkehr

#### Strassen
Davos ist über das Prättigau und die Hauptstrasse 28 von Norden her erreichbar. Da diese Strasse der Hauptzubringer nach Davos ist, leidet das Prättigau stark unter dem Verkehr. Deshalb ging die Strasse im Prättigau ins Bundeseigentum über (N28). Ausserdem wurden viele Umfahrungen für die vom Verkehr geplagten Dörfer gebaut. Weitere Strassen führen nach Osten über den Flüelapass ins Engadin (H28) sowie Richtung Südwest nach Tiefencastel und Thusis (H417) bzw. via Lenzerheide/Lai (H3) nach Chur.
In Davos selber dienen zwei Einbahnstrassen als Hauptstrasse; die etwas höher gelegene Promenade nach Südwesten und die im Tal liegende Talstrasse nach Nordosten. Beide Strassen sind durch viele Nebenstrassen verbunden. Von Norden nach Süden sind dies: Dischmastrasse, Schiaweg, Reginaweg, Hertistrasse, Kurgartenstrasse, Tobelmühlestrasse, Guggerbachstrasse, Hintere Gasse.

#### Bahn
Per Bahn ist Davos mit der Rhätischen Bahn (RhB) erreichbar. Zum einen über die Bahnstrecke Landquart–Klosters–Davos Platz von Landquart und zum anderen über die Linie Filisur–Davos Platz von Filisur. Diese Verbindungen verkehren jeweils im Stundentakt. Die Gemeinde verfügt über acht Stationen: Die beiden wichtigsten sind Davos Dorf und Davos Platz, weitere sind Davos Wolfgang, Davos Frauenkirch, Davos Glaris, Davos Monstein, Davos Wiesen und Davos Laret (Halt auf Verlangen).

#### Bus

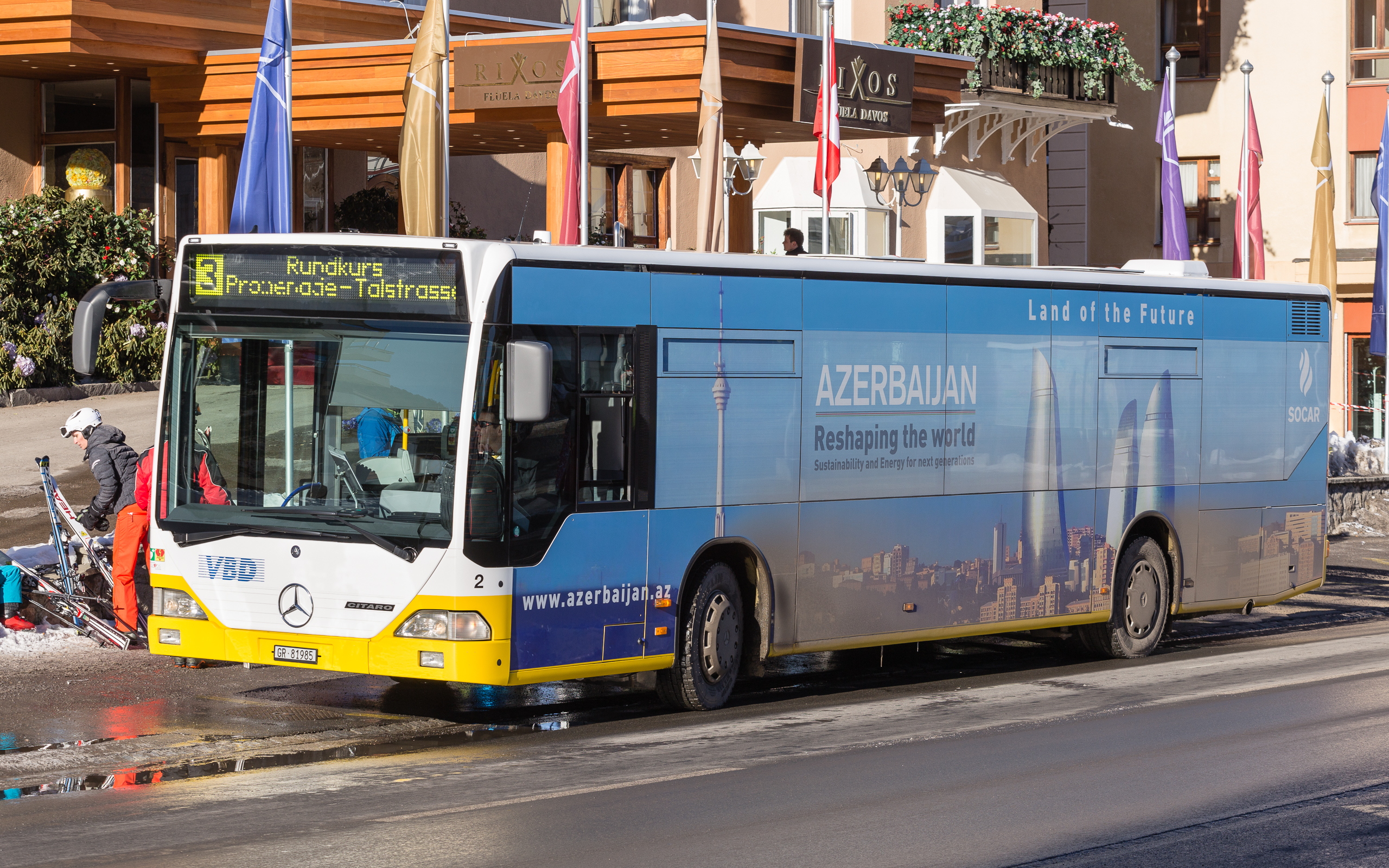
VBD-Bus während des WEF 2014

Das vom Verkehrsbetrieb der Landschaft Davos (VBD) zusammen mit der PostAuto Schweiz AG und den beiden ortsansässigen Transportunternehmen Stiffler und Kessler betriebene Ortsbusnetz verbindet auf acht Linien Davos Dorf und Platz mit den Aussenbezirken und den Seitentälern. Die PostAuto-Linie 183 verbindet Davos via Alvaneu und Lenzerheide/Lai mit Chur. Eine andere Linie, die 331, führt im Sommer über den Flüelapass nach Susch im Unterengadin, von da aus hat man wiederum Anschluss an die Rhätische Bahn.

#### Bergbahnen
Von Davos selber führen drei und von den Aussenbezirken zwei Bergbahnen auf umliegende Berge.

### Lehre und Forschung
Davos beherbergt eine Reihe von z. T. international bekannten Forschungseinrichtungen:
- das WSL-Institut für Schnee- und Lawinenforschung SLF ist Teil der WSL und somit Teil des ETH-Bereichs
- das Weltstrahlungszentrum (PMOD/WRC)
- das AO Forschungsinstitut für die Erforschung von Knochenheilung.
- das Schweizerische Institut für Allergie- und Asthmaforschung (SIAF)
- das Global Risk Forum (GRF)

Des Weiteren beherbergt Davos zwei Mittelschulen beziehungsweise Gymnasien mit angeschlossenem Internat:
- Schweizerische Alpine Mittelschule Davos (SAMD) mit ca. 270 Schülern
- Schweizerisches Sport Gymnasium Davos (SSGD) mit ca. 120 Schülern

In Davos befindet sich zudem die kantonale Berufsfachschule Davos, deren Einzugsbereich die Region Davos-Prättigau-Albulatal ist.

## Veranstaltungen
Davos ist ein international bekannter Kongressort. Jährlich finden dort wiederkehrende Kongresse aus allen Bereichen der Medizin statt. Für weltweite Schlagzeilen und auch für Demonstrationen sorgt das jährlich im Januar abgehaltene Weltwirtschaftsforum (WEF), das von Klaus Schwab gegründet wurde.
Der Swiss Alpine Marathon (seit 2022: Davos X-Trails) ist der höchstgelegene Ultramarathon Europas. Darüber hinaus war Davos ab 2013 zeitweilig Zielort des Gebirgslaufs Swiss Irontrail.
Davos ist auch Ausgangspunkt der Oldtimerrallye Davos Classic. Es werden die umliegenden Alpen-Passstrecken mit klassischen Automobilen befahren, die bis zum Jahr 1984 hergestellt wurden.
Der Spengler Cup, der jährlich zwischen Weihnachten und Neujahr stattfindet, ist das weltweit berühmteste Eishockey-Klubturnier. Insgesamt 80'000 Zuschauer besuchen jeweils den Anlass.
Arthur Conan Doyle überschritt im Winter 1894 zusammen mit den einheimischen Gebrüdern Johann und Tobias Branger von Davos aus mit Skiern die Maienfelder Furgga nach Arosa. In der Folge beschrieb er das Unterfangen ausführlich in der englischen Zeitschrift Strand Magazine. Dieser Artikel trug wesentlich dazu bei, dass Davos und Graubünden vor allem bei den Engländern sehr beliebt wurden. Es kann als Erbe dieses Artikels angesehen werden, dass jedes Jahr das Britisch-Schweizerische Parlamentarier-Skirennen stattfindet, an dem nur Schweizer und britische Parlamentarier teilnehmen.

## Kultur

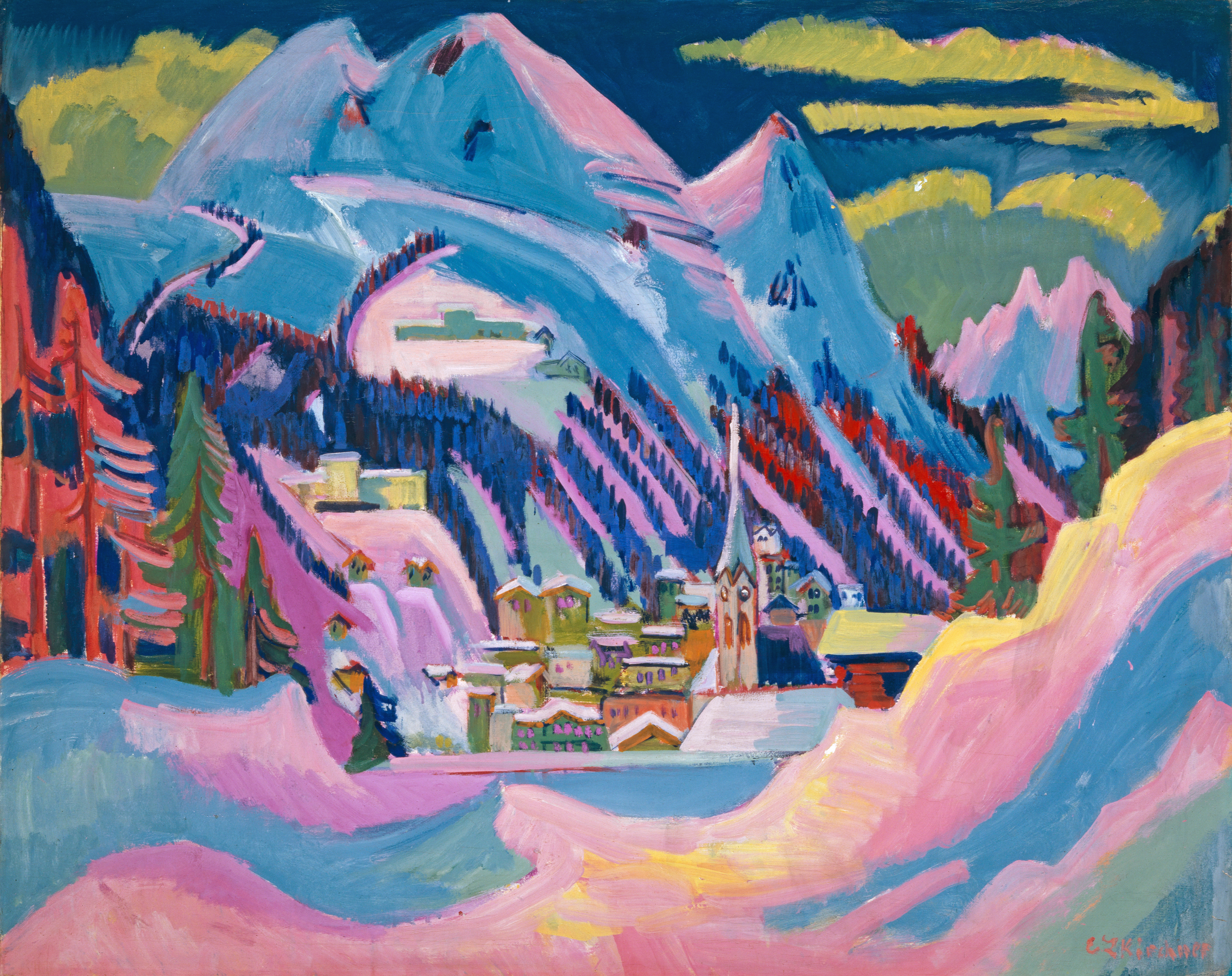
Ernst Ludwig Kirchner: Davos im Winter, 1923 (Kunstmuseum Basel)

Zwischen 1860 und 1938 wandelt sich Davos vom Bergdorf zum mondänen Lungenkurort, zum populären Wintersportort, zum Treffpunkt der europäischen Wissenschafts- und Kulturszene und wurde zum Schauplatz vergeblicher Friedensbemühungen zwischen den beiden Weltkriegen.
Grosse Namen der Zeit sind mit Davos verbunden:
- Maler, Bildhauer und Dichter wie Ernst Ludwig Kirchner, Wilhelm Schwerzmann, René Crevel, Philipp Bauknecht und Robert Louis Stevenson,
- Philosophen wie Ernst Cassirer und Martin Heidegger,
- Wissenschaftler wie Max Raphael und Albert Einstein.

Thomas Mann setzte Davos mit seinem 1924 erschienenen, später auch verfilmten Roman Der Zauberberg ein literarisches Denkmal.
Ernst Ludwig Kirchner, der deutsche Expressionist und Mitbegründer der Künstlervereinigung «Brücke», verbrachte die Jahre 1917 bis 1938 in Davos. Er wohnte zuerst auf der Stafelalp, später im «Haus in den Lärchen» in Davos Frauenkirch und bis zu seinem Tod im Haus auf dem Wildboden.
Davos als Kurort erscheint auch im Roman Stiller von Max Frisch, in dem Julika, die Frau der Hauptfigur, eine Zeit als Tuberkulosepatientin hier verbrachte.

## Sehenswürdigkeiten

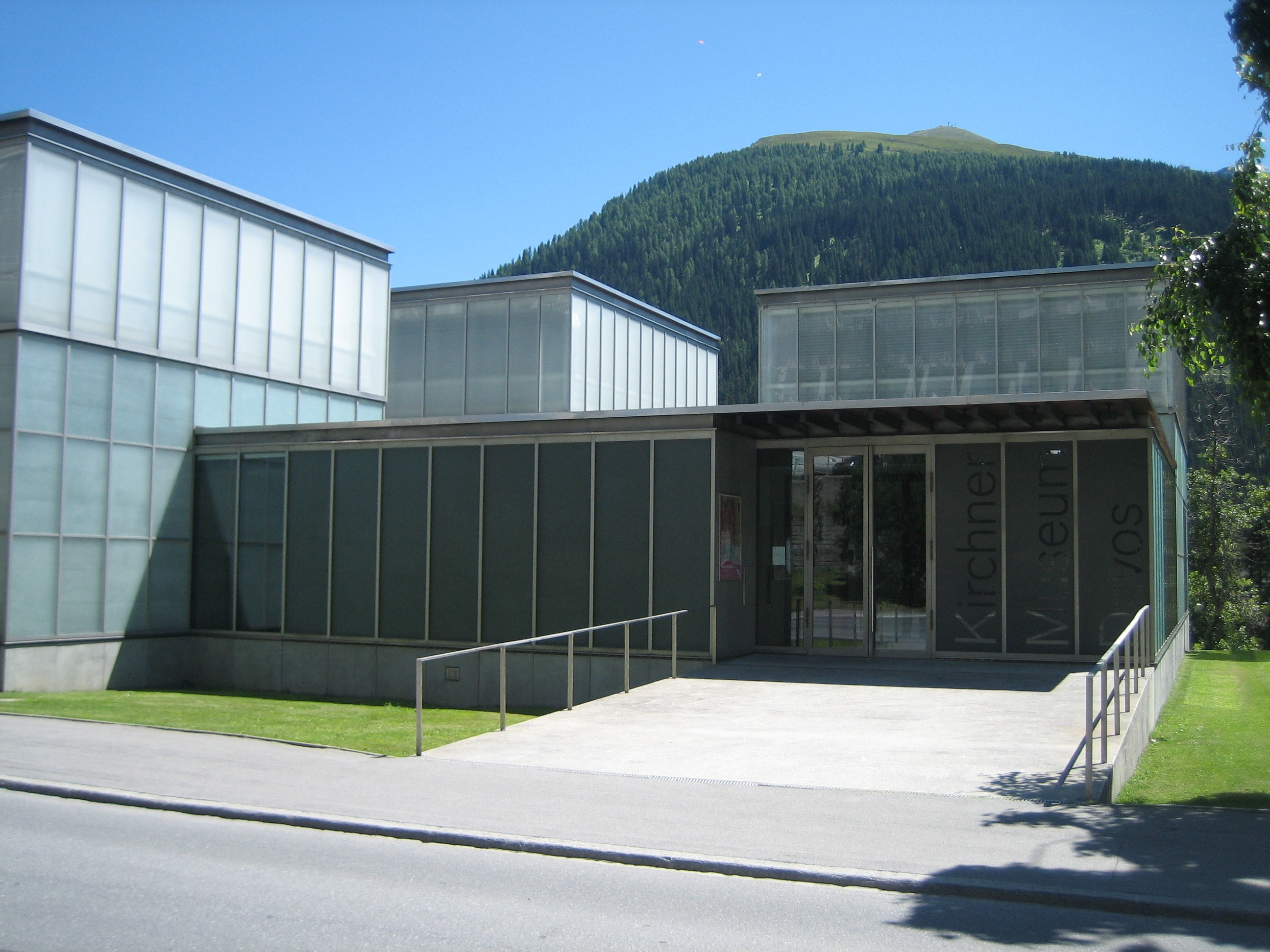
Kirchner Museum Davos

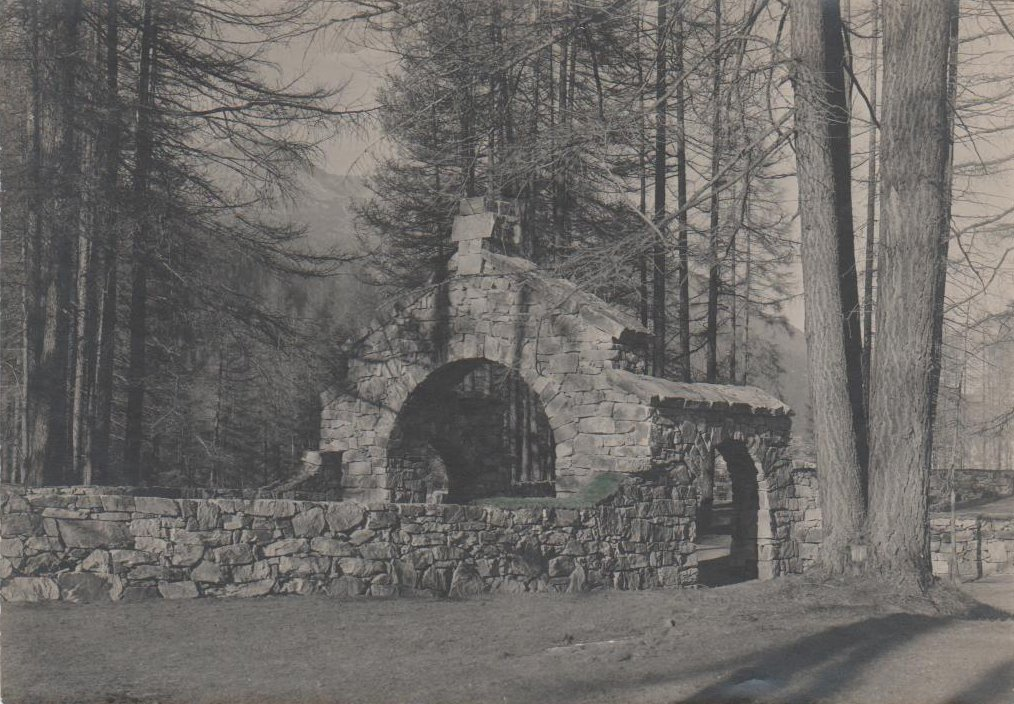
Portal des Waldfriedhofs von Erwin Friedrich Baumann, 1920

Das 1992 eröffnete Kirchner Museum Davos am Ernst Ludwig Kirchner Platz präsentiert eine umfangreiche Sammlung von Werken des deutschen Expressionisten Ernst Ludwig Kirchner.
Die Parsennbahn auf das Weissfluhjoch war die zweite ausgesprochene Sportbahn (Bahn, die nur auf Sportler als Fahrgäste ausgerichtet ist) der Schweiz.
Die Architektur in Davos ist von einem für die Region ungewöhnlichen Flachdachstil geprägt, der als Davoser Flachdach Einzug in die Architekturgeschichte gefunden hat.
Die Stadtpromenade ist eine beliebte Einkaufsstrasse, im Ortszentrum besteht ein Einbahnsystem, mit Ausnahme der Busse des öffentlichen Verkehrs.
Bemerkenswert sind folgende Gebäude und Anlagen:
- Reformierte Pfarrkirche St. Johann
- Reformierte Kirche St. Theodul
- Reformierte Kirche Frauenkirch, erwähnt 1466, erneuert 2. Hälfte 15. Jahrhundert, 1603 und 1926[46]
- Katholische Kirche Herz Jesu[47]
- Katholische Marienkirche[48]
- Ehemalige anglikanische Kirche St. Luke’s (Freie Evangelische Gemeinde)[49]
- Pauluskirche[50]
- Arzthaus der Thurgauisch-Schaffhausischen Heilstätte[51]
- Aufnahmegebäude der RhB[52]
- Blaue Häuser[53]
- «Bubenbrunnen»[54]
- Ehemaliges Arzthaus der Basler Höhenklinik[55]
- Ehemaliges «Grand Hotel Belvédère» (heute «Steigenberger Grandhotel Belvédère Davos»)[56]
- Ehemaliges Sanatorium Schatzalp[57]
- Ehemaliges Schulhaus Davos Dorf (Physikalisch-Meteorologisches Observatorium/Weltstrahlungszentrum)[58]
- «Grosses Jenatschhaus»[59]
- Kongresszentrum und Hallenbad[60]
- Kurpark: Torbau 1916, Bronzeplastik Atmender, Brunnenanlage[61]
- Grosses Jenatschhaus, ehemaliges Pfrundhaus, jetzt Heimatmuseum.[62]
- Rathaus[63]
- Schulhaus[64]
- Oberes Jenatsch-Haus[65]
- Skistürze-Brunnen[66]
- Sportzentrum, 1996, von Architekten Mike Guyer und Annette Gigon[67]
- «Unteres Jenatschhaus»[68]
- Wandelbahn[69]
- «Youthpalace», 2002, von Architekten Gian Carlo Bosch, Martin Heim und Reto Zindel[70]
- Zweifamilienhaus an der Tanzbühlstrasse[71]
- Waldfriedhof Davos: 1920 gestaltete Rudolf Gaberel in Zusammenarbeit mit Christian Issler und dem Architekten und Bildhauer Erwin Friedrich Baumann den Waldfriedhof. Baumann war für die künstlerische Gestaltung verantwortlich.
- Wiesener Viadukt der Rhätischen Bahn, auf dem Gebiet der ehemaligen Fraktionsgemeinde Wiesen

## Bilder

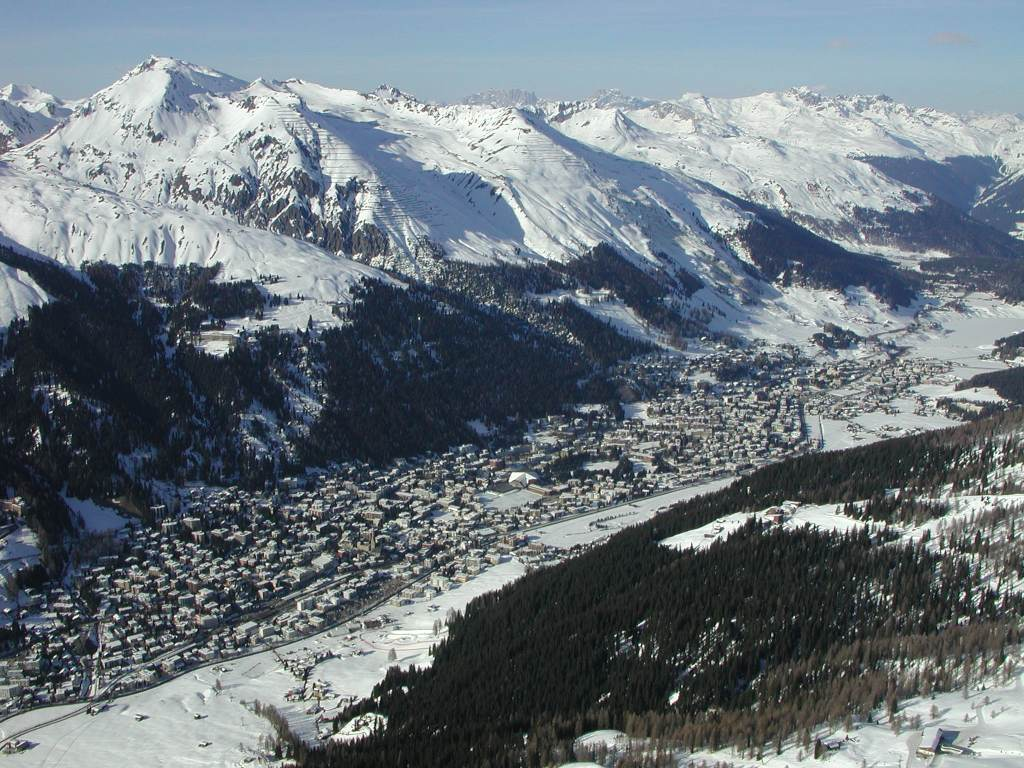
Davos im Winter aus der Luft – Blickrichtung Norden, im Hintergrund Parsenn
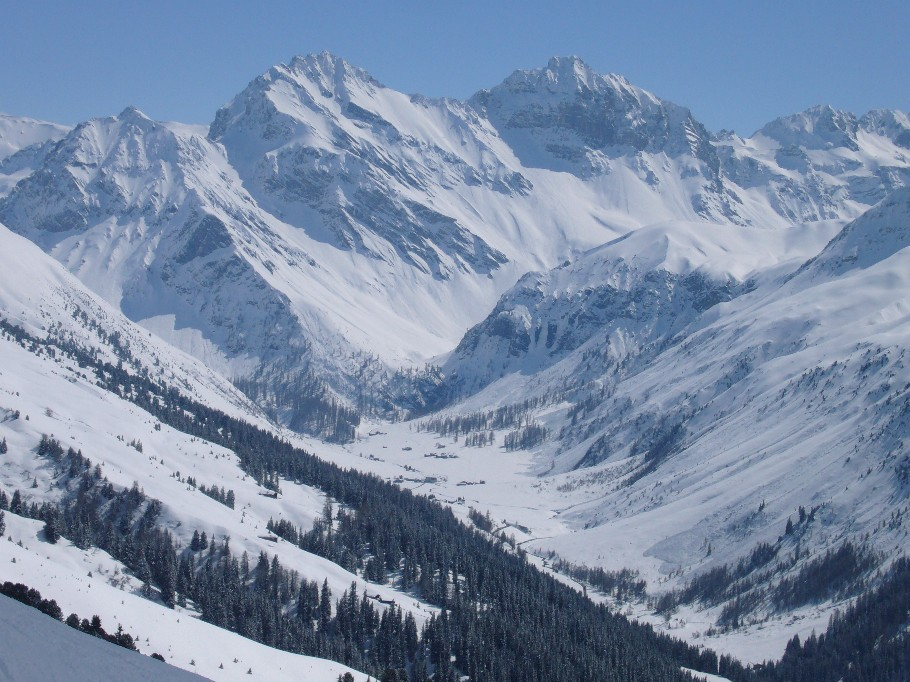
Sertigtal von Jatz aus gesehen nach Süden
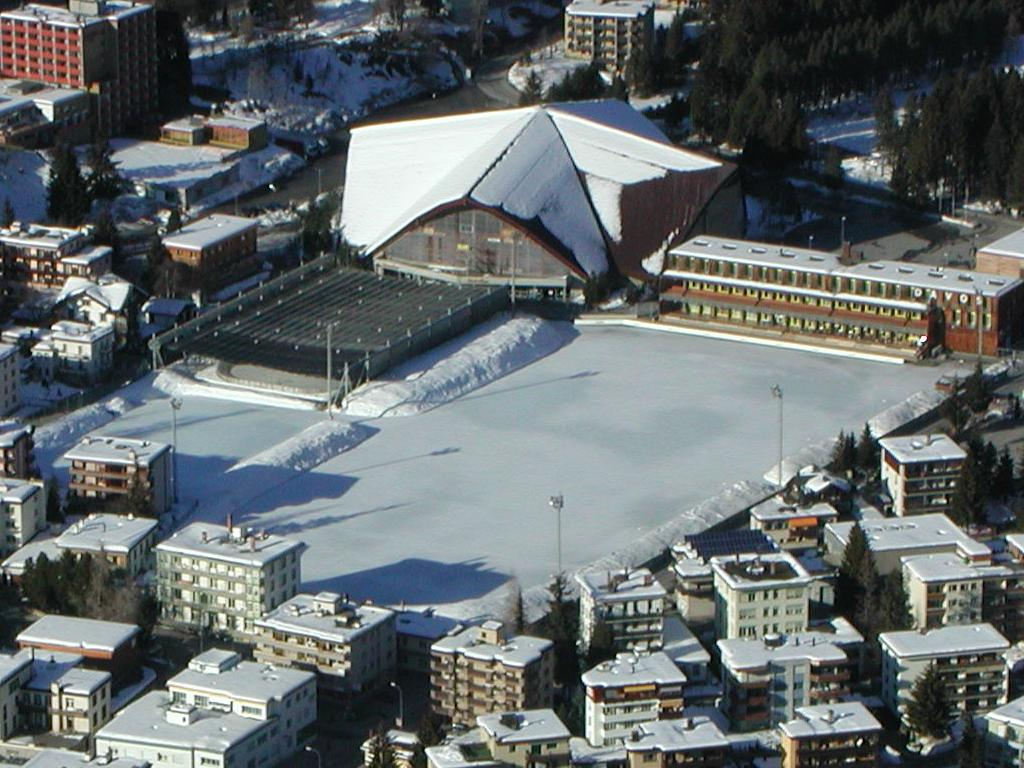
Das Eisstadion und die Natureisbahn
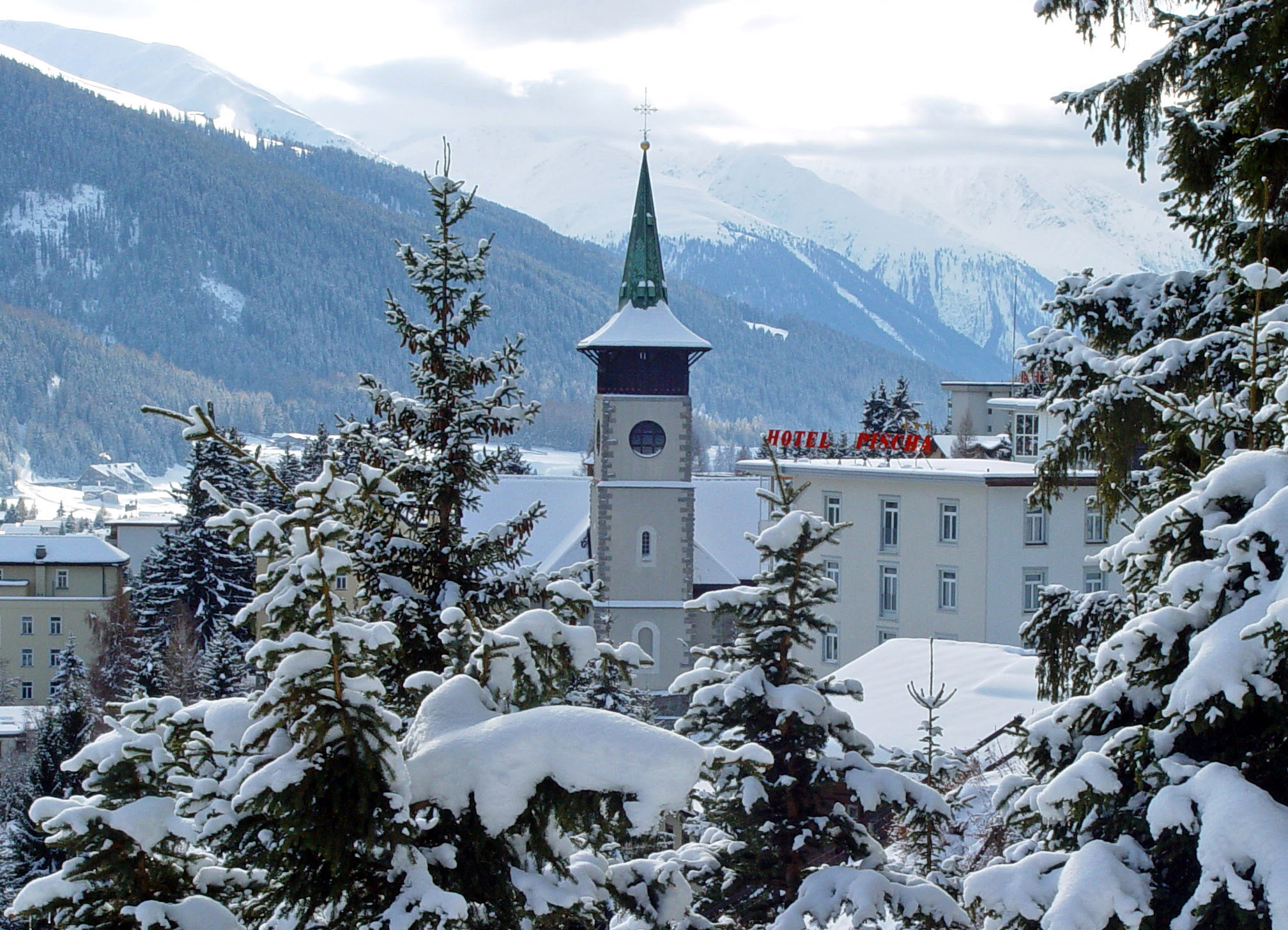
Die katholische Marienkirche
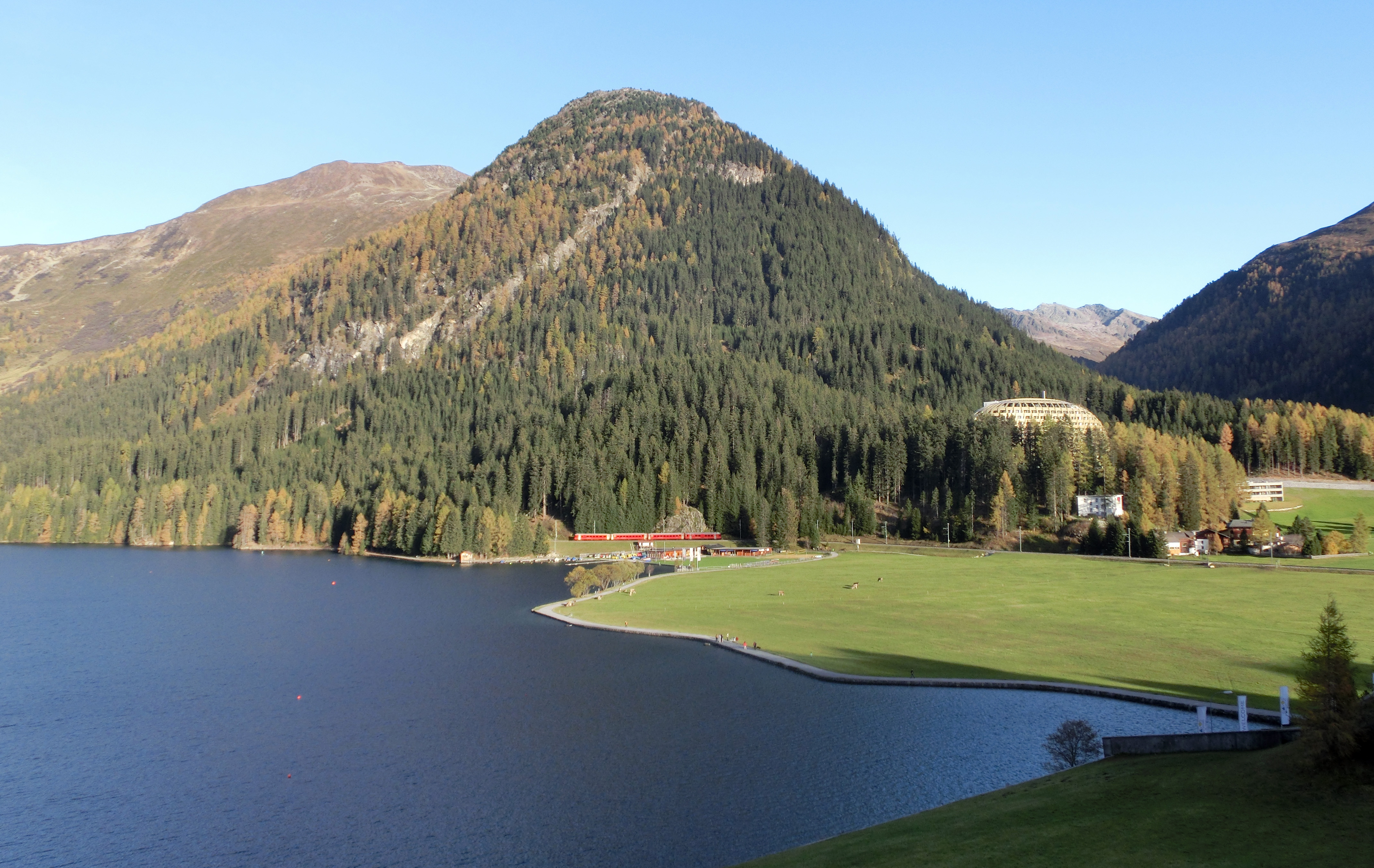
Davosersee und Seehorn

## Persönlichkeiten
- Wissenschaft: 

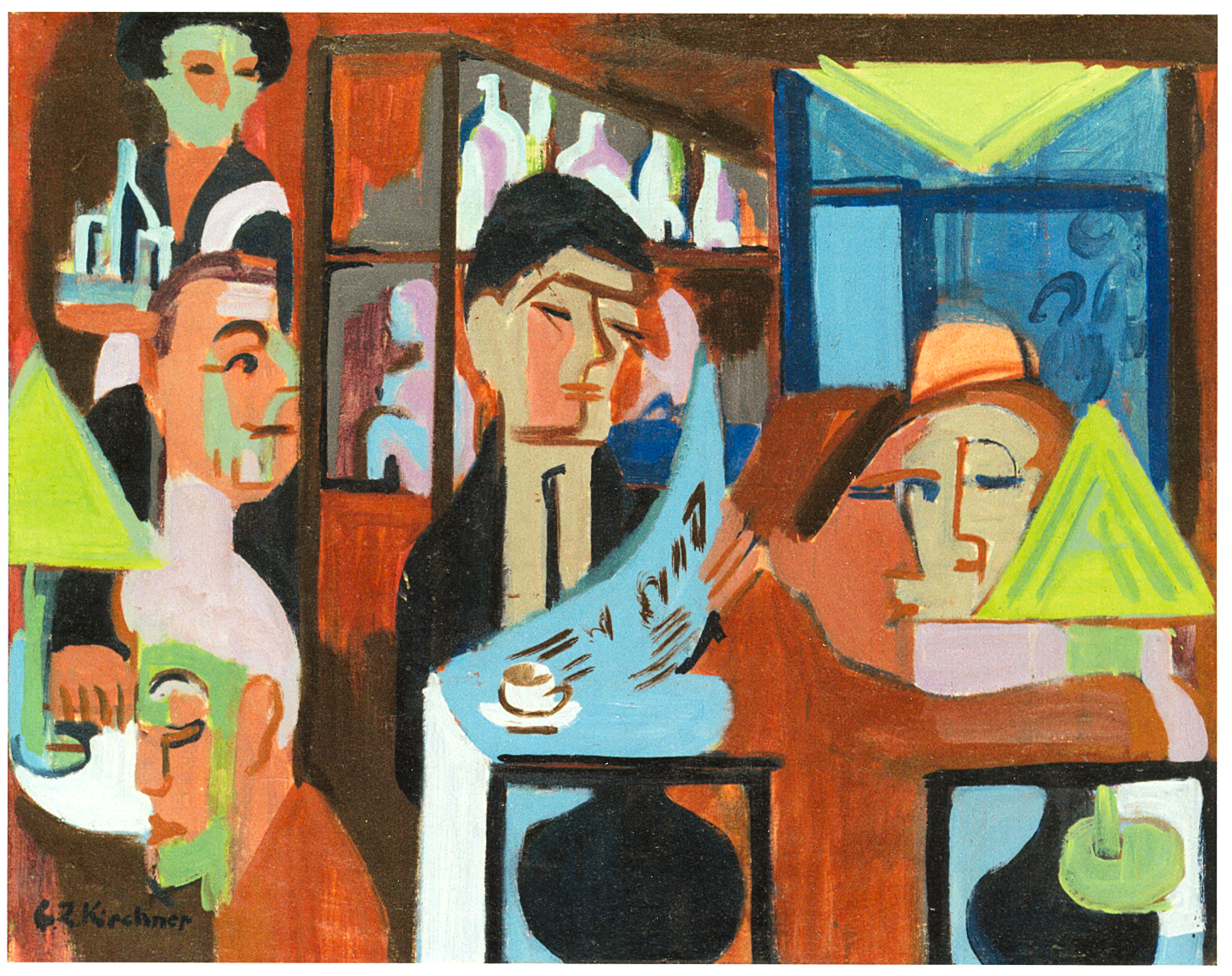
Ernst Ludwig Kirchner: Davoser Café, 1928

  - Kaspar Appenzeller-Stokar (1927–1999), Arzt, anthroposophischer Forscher und Autor
  - Arthur Becker (1884–1967), Chemiker und Politiker
  - Lucius Burckhardt (1925–2003), Soziologe und Nationalökonom
  - Carl Dorno (1865–1942), Naturforscher und Gründer des PMOD
  - Peter Heintz (1920–1983), Soziologe, Gründer des Soziologischen Instituts der Universität Zürich
  - Marianne Leuzinger-Bohleber (* 1947), Psychoanalytikerin
  - Conradin Perner (* 1943), Literaturprofessor, Ethnograph und Delegierter des Internationalen Roten Kreuzes
  - Jan Schulze (* 1942), Mediziner, Hochschullehrer, ärztlicher Standespolitiker
  - Walter Siegenthaler (1923–2010), Mediziner
  - Alexander Spengler (1827–1901), Arzt
  - Carl Spengler (1860–1937), Arzt und Eishockeyspieler und Stifter des Spenglercup
  - Lucius Spengler (1858–1923), Arzt
- Kunst/Kultur/Medien:
  - Martin Accola (1928–2012), Geistlicher
  - Philipp Bauknecht (1884–1933), Künstler
  - Roland Eugen Beiküfner (1959), Schauspieler und Künstler
  - Pascal Bergamin (* 1979), Filmemacher
  - Valentin Bühler (1835–1912), Jurist; Verfasser des ersten Wörterbuchs über die Mundart von Davos
  - Conradin Clavuot (* 1962), Architekt
  - Beatrice Obrecht Delgado (* 1966), Sängerin
  - Hans Domenig (1934–2023), Pfarrer
  - Juri Elperin (1917–2015), russisch-deutscher Übersetzer
  - Andreas Fabricius, (um 1480; † 1552), Reformator
  - Jürg Federspiel (1931–2007), Schriftsteller
  - Helene Fischer (1900–1978), Fotografin
  - Marc Forster (* 1969), Regisseur, Ehrenbürger von Davos
  - Ernst Haefliger (1919–2007), Tenor
  - Conrad Jon Godly (* 1962), Künstler
  - Urs Gredig (* 1970), Journalist und Fernsehmoderator
  - Lise Gujer (1893–1967), Textilkünstlerin
  - Thomas Hirschhorn (* 1957), Künstler
  - Franz Holper (1862–1935), Künstler
  - Arthur Honegger (* 1979), Journalist, Moderator und Autor
  - Roman Norbert Ketterer (1911–2002; Auktionator, Galerist, Kunsthändler, Ehrenbürger) und seine Ehefrau Rosemarie
  - Ernst Ludwig Kirchner (1880–1938), Künstler
  - Klabund (1890–1928), Schriftsteller
  - Eberhard W. Kornfeld (1923–2023), Kunstsammler, Kunsthändler und Ehrenbürger der Landschaft Davos
  - Emil Meerkämper (1877–1948), Fotograf
  - Leonhard Meisser (1803–1872), Geistlicher und Kirchenlieddichter
  - Hermann Friedrich Perthes (1840–1883), deutscher klassischer Philologe und Gymnasiallehrer, gründete das Fridericianum Davos
  - Erwin Poeschel (1884–1965), Kunsthistoriker
  - Robert Louis Stevenson (1850–1894), Schriftsteller
  - Peter Studer (1935–2023), Jurist und Publizist
  - Sophie Taeuber-Arp (1889–1943), Künstlerin
  - Hans Valär (1871–1947), Architekt und Kurdirektor; Verfasser von Mundartliteratur
  - Dorothea Wieck (1908–1986), Theater- und Filmschauspielerin
- Sport: 
  - Martina Accola (* 1969), Skirennfahrerin
  - Paul Accola (* 1967), Skirennfahrer
  - Andres Ambühl (* 1983), Eishockeyspieler
  - Hans Dürst (1921–2001), und Walter «Watschga» Dürst (1927–2016), Eishockeyspieler
  - Kim Gubser (* 2000), Freestyle-Skier
  - Christian Haller (* 1989), Snowboarder
  - Konstantin Harter (1925–2013), Eishockeyspieler
  - Beni Hofer (* 1978), Skirennfahrer
  - Ambrosi Hoffmann (* 1977), Skirennfahrer
  - Markus «Mä» Keller (* 1982), Snowboarder
  - Philipp Kurashev (* 1999), Eishockeyspieler
  - Milena Meisser (* 1979), Snowboarderin
  - Heini Meng (1902–1982), Eishockeyspieler
  - Daniela Meuli (* 1981), Snowboarderin
  - Stefanie Müller (* 1992), Snowboarderin
  - Jan Neuenschwander (* 1993), Eishockeyspieler
  - Walter Prager (1910–1984), Skirennfahrer, Weltmeister
  - Ernst Reiss (1920–2010), Bergsteiger
  - Carmen Schäfer (* 1981), Curlerin
  - Andrea Senteler (* 1977), Skilangläufer
  - Bibi Torriani (1911–1988), sowie die Gebrüder Hans Cattini (1914–1987) und «Pic» Cattini (1916–1969), bekannt als ni-Sturm, Eishockeyspieler
  - Thomas Wellinger (* 1988), Eishockeyspieler
- Politik und Unternehmertum: 
  - Tarzisius Caviezel (* 1954), Landammann Davos, Nationalrat, Manager und Eishockeyfunktionär
  - Johannes Guler von Wyneck (1562–1637), Chronist, Offizier und Landammann
  - Willem Jan Holsboer (1834–1898), Hotelier, Erbauer der RhB und Grossrat
  - Johann Luzius Isler (1810–1877), Bündner Konditor und Unternehmer
  - Gaudenz Issler (1853–1942), Baumeister und Landammann
  - Andreas Laely (1864–1955), Politiker, Redaktor und Lokalhistoriker
  - Hilde Schwab (* 1946), Ehrenbürgerin
  - Klaus Schwab (* 1938), Gründer des Weltwirtschaftsforum, Ehrenbürger
  - Fortunat Sprecher (1585–1647), Jurist, Diplomat und Chronist
  - Ursula Wyss (* 1973), Politikerin

## Einzelnachweise

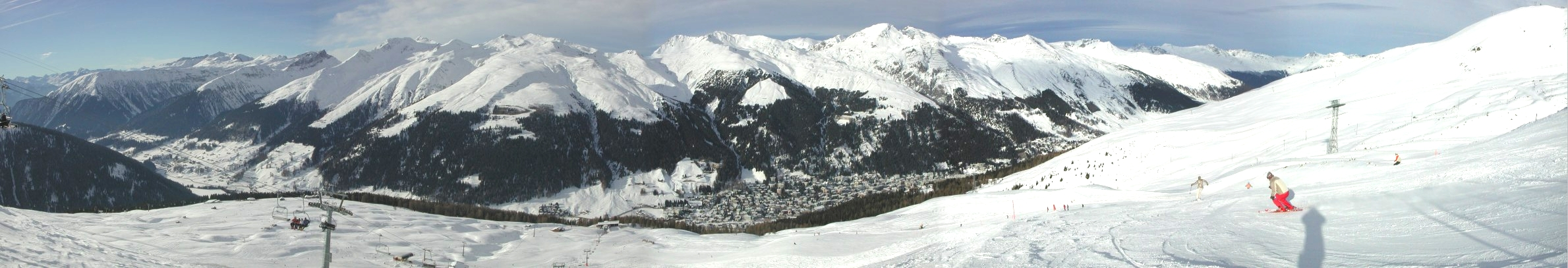
Winterpanorama über Davos vom Jakobshorn aus